# Meridiana

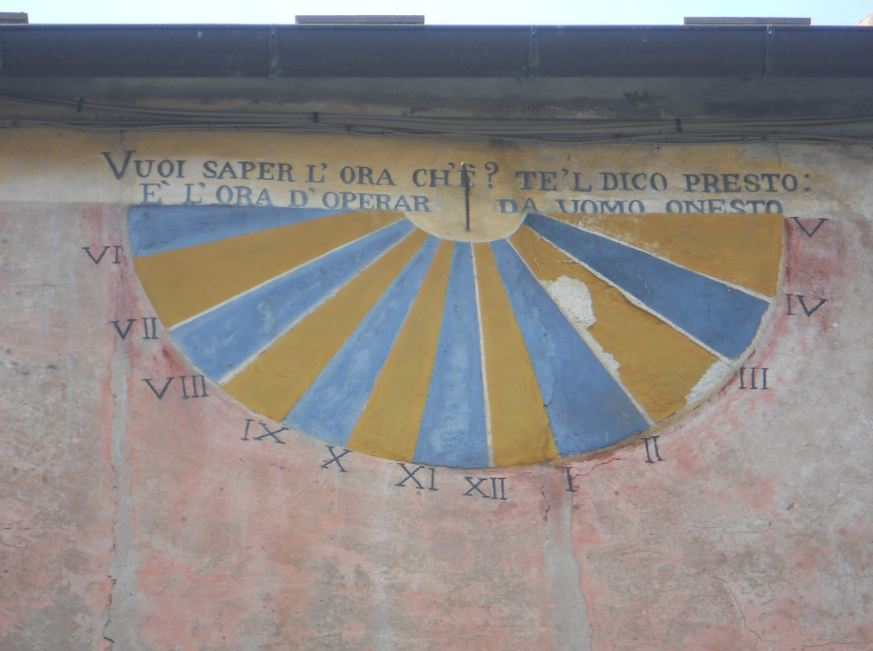
Orologio solare a Colla Micheri.

La meridiana, detta anche orologio solare o quadrante solare, è uno strumento di misurazione del tempo basato sul rilevamento della posizione del Sole. In senso stretto, con meridiana si deve intendere unicamente l'indicatore del passaggio del Sole a mezzogiorno, anche se nella sua accezione più generale il termine viene utilizzato per indicare, erroneamente, gli orologi solari presenti sui muri degli edifici.

## Etimologia
Il termine "quadrante solare", che caratterizza gli orologi solari, trae la sua origine dal latino quadrans che indicava nel Rinascimento la quarta parte di cerchio sulla quale veniva generalmente tracciato un orologio solare portatile, denominato appunto quadrante. Tuttavia, il suo significato è stato generalizzato nel linguaggio popolare, in tempi moderni, divenendo sinonimo di meridiana e orologio solare.
A differenza dell'orologio solare, la meridiana indica ogni giorno, lungo una linea retta, l'istante in cui il Sole transita sul meridiano del luogo.

## Introduzione

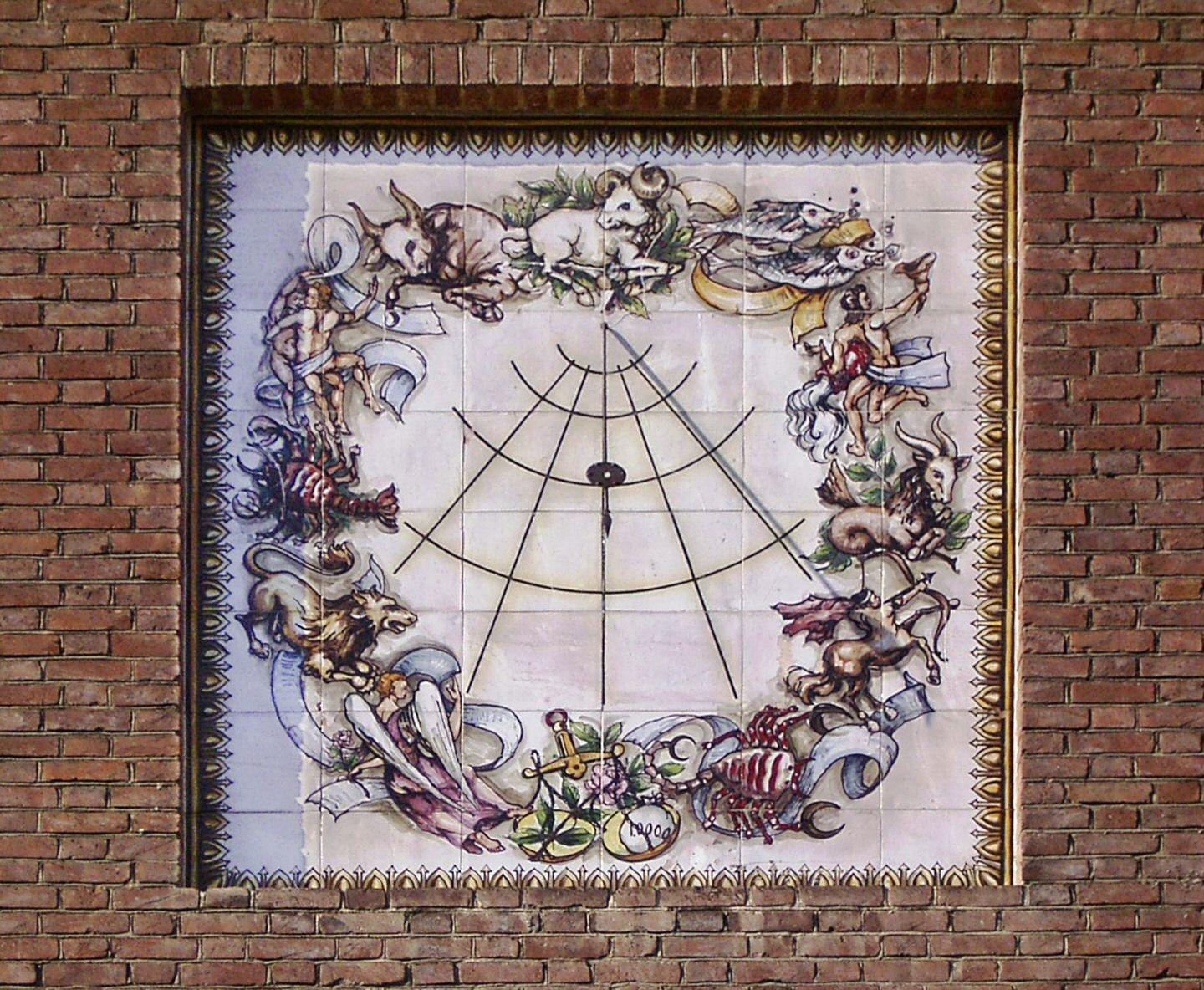
Un orologio solare (in Piazza del Collegio Ghislieri a Pavia)

Gli orologi solari e le meridiane erano già conosciuti nell'antico Egitto e presso altre civiltà, e successivamente tra quella dei Greci e dei Romani.
L'origine di questa scienza è tuttavia ancor più antica rispetto alla civiltà egizia e le prime testimonianze risalgono addirittura al Neolitico.
Lo studio degli orologi solari è chiamato gnomonica o, meno frequentemente, sciaterica.
Nella forma tradizionale l'orologio solare è uno stilo, detto gnomone, che proietta la sua ombra su una superficie orizzontale o verticale, detta quadrante, indicando l'ora solare locale. Lo gnomone di un quadrante può essere di diversi tipi, per esempio: ortostilo, stilo polare, a camera oscura, bifilare, a riflessione. Nei quadranti verticali gli gnomoni più usati sono l'ortostilo e lo stilo polare:
- l'ortostilo è piantato ortogonale alla parete e indica l'ora con la punta dello gnomone,
- lo stilo polare è invece posizionato in modo da risultare parallelo all'asse di rotazione terrestre, quindi punta il polo celeste e la sua ombra coincide con la linea oraria in tutta la sua lunghezza.

Mentre nella meridiana il Mezzogiorno locale è indicato sopra una linea retta, nell'orologio solare l'ora locale è definita in modo più esteso sopra un quadrante nel quale l'angolo orario di tutte le ore è un multiplo di 15°. Infatti il Sole compie una apparente rotazione completa attorno alla Terra (360°) in 24 ore, spostandosi di 15° ogni ora (1° ogni 4 minuti).

## Principio di funzionamento
Il principio di funzionamento di un orologio solare è legato al moto apparente del Sole nel cielo di una data località.
L'orario solare indicato dalla meridiana differisce dall'orario dell'orologio che portiamo al polso per due motivi: l'equazione del tempo e la longitudine della località.

### Equazione del tempo
Il giorno solare, ovvero l'intervallo tra due transiti del Sole su uno stesso meridiano, dura in media ventiquattro ore. A causa della differente velocità di rivoluzione della Terra attorno al Sole e dell'obliquità dell'eclittica, la durata del giorno non è costante, cioè il giorno vero non dura mai ventiquattro ore come il giorno medio, ma è un po' più lungo o un po' più corto. Le differenze, sommandosi tra loro, generano un divario tra il tempo vero e il tempo medio che arriva a ±15/16 minuti, determinando la cosiddetta Equazione del tempo (Edt), così definita:
Edt = Tempo solare medio - Tempo solare vero (o viceversa).

### Longitudine della località
L'ora media di ogni paese ha uno o più meridiani di riferimento. In Italia il meridiano di riferimento è quello di longitudine 15° Est rispetto a Greenwich. La differenza tra il transito del Sole sul meridiano centrale e quello del meridiano locale di longitudine L ha un valore costante di (15-L)*4 minuti. Per confrontare un quadrante a ora vera locale con l'orologio questa differenza va integrata con l'equazione del tempo.
Ad esempio, in un luogo avente longitudine 12° Est, nel 2015 la differenza massima tra l'orologio da polso e un quadrante a ora vera locale si verifica l'11 febbraio:
- l'equazione del tempo in quel giorno è pari a 14' 11,5"
- la differenza dovuta alla longitudine è pari a (15-12)*4=12',

comportando uno scarto totale di 26' 11,5".
In alcuni casi le linee orarie della meridiana, anziché indicare l'ora vera locale, indicano l'ora vera del fuso di riferimento. In questi quadranti, quando l'ombra segna le 12, il Sole transita sul meridiano centrale. Pertanto per confrontare l'ora indicata da queste meridiane con quella di un orologio da polso è sufficiente apportare solo la correzione dell'equazione del tempo.
Una meridiana verticale a ora vera locale si riconosce rispetto a una a ora vera del fuso osservando la linea del mezzogiorno, perfettamente verticale nel primo caso, leggermente ruotata nel secondo.

### Analemma
Su molti orologi solari le differenze tra l'ora del quadrante e quella media dell'orologio da polso sono riprodotte in una tabella, oppure sono sintetizzati in un grafico. In alcuni casi nel quadrante è tracciato l'analemma (o lemniscata), ossia la curva a forma di otto che indica l'ora media del fuso e permette di leggere direttamente l'ora dell'orologio senza ricorrere alla correzione dell'equazione del tempo e della differenza di longitudine.

## Orologio solare fisso

### Orologi equatoriali o equinoziali
La più semplice forma di orologio solare è costituita da un disco inclinato parallelo con il piano dell'equatore, sulle cui due facce sono tracciati dei segni che indicano il trascorrere delle ore. Coassiale ad esso è presente una barra collocata parallelamente all'asse terrestre, che fuoriesce dal disco su entrambe le facce formando due gnomoni. Normalmente il mezzogiorno è collocato nella parte più bassa del disco, le 6 al bordo ovest e le 18 al bordo est. In estate solo la faccia nord del disco è illuminata dal sole e funge da quadrante; il nodo è l'estremità a nord dello gnomone. In inverno al contrario è illuminata solo la faccia sud ed è su di essa che viene letto l'orario; il nodo è l'estremità a sud dello gnomone.
Sul disco possono essere tracciati una serie di cerchi concentrici per evidenziare la posizione del nodo ogni giorno, permettendo di usare l'orologio come calendario.
Uno svantaggio di questa soluzione è che agli equinozi i raggi solari giungono parallelamente al disco e lo strumento è difficilmente leggibile, perché l'ombra dei due gnomoni non viene proiettata su nessuna delle due facce.

### Orologi solari orizzontali da giardino

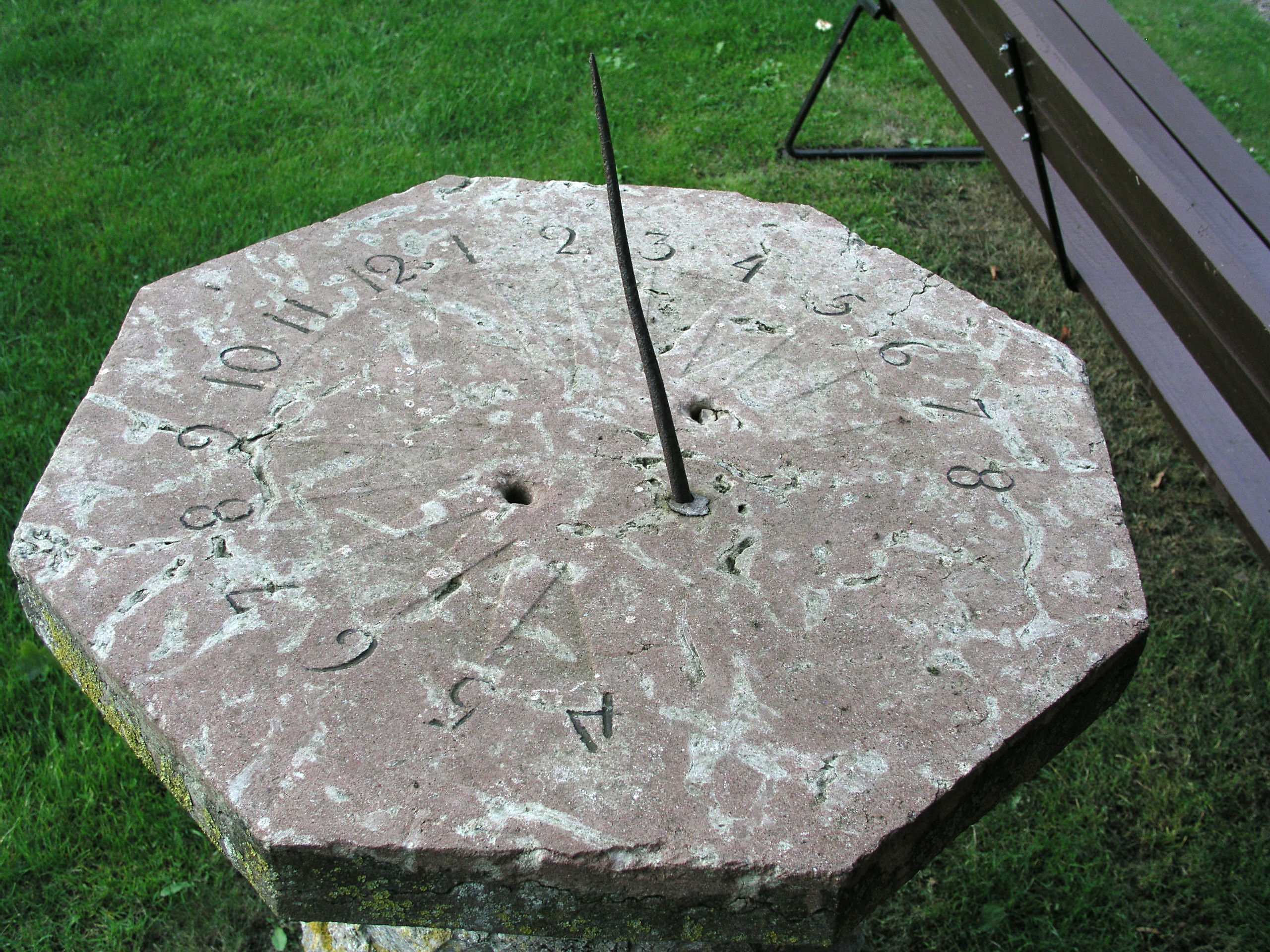
Orologio solare orizzontale

L'orologio solare da giardino si basa sullo stesso principio del precedente, ma le linee del disco sono proiettate per mezzo della trigonometria su un piano parallelo al suolo. Il principale vantaggio di questo sistema è di mostrare l'ora tutto l'anno, poiché il quadrante non è mai completamente in ombra. I numeri sono in senso orario nell'emisfero settentrionale e in senso antiorario nell'emisfero meridionale. Il quadrante può essere tracciato sulla pavimentazione di una piazza oppure su un disco di vetro traslucido visibile dal basso.
Dalla base dello gnomone verso il bordo del quadrante sono tracciate le linee corrispondenti alle ore. Gli angoli di queste linee sono calcolati con la formula:
{\displaystyle {\mbox{angolo}}=\arctan(\sin({\mbox{latitudine}})\cdot \tan({\mbox{angolo orario}}))}
L'inclinazione dello gnomone rispetto al quadrante è pari alla misura in gradi della latitudine del posto in cui ci troviamo. Lo strumento ovviamente deve essere orientato, cioè occorre ruotare il quadrante in modo che lo gnomone sia parallelo all'asse terrestre.

### Orologi verticali o murali
Sebbene oggigiorno siano una rarità, un tempo gli orologi solari tracciati sulle pareti esterne degli edifici erano comuni, poiché visibili a distanza ed economici da realizzare. 
Il quadrante è semplicemente dipinto sul muro oppure ricavato su una lastra di marmo o pietra; esso viene collocato sulle pareti esposte a sud se ci si trova nell'emisfero settentrionale e sulle pareti esposte a nord nell'emisfero meridionale. Principale svantaggio di questi strumenti è che sono in grado di mostrare l'ora solamente per il periodo dell'anno e del giorno in cui il muro è direttamente illuminato dal sole: per questo si usava collocare quattro orologi sul tetto o sulle pareti perimetrali di una torre, in modo da avere l'indicazione per tutto l'anno. Era abitudine incidere sul quadrante un motto.
La progettazione è molto simile a quella dei modelli orizzontali; la formula per un quadrante esposto a sud è:
{\displaystyle {\mbox{angolo}}=\arctan(\cos({\mbox{latitudine}})\cdot \tan({\mbox{angolo orario}}))}
Lo gnomone è uno stilo di ferro o di ottone, oppure un tripode di metallo, per maggiore robustezza; l'inclinazione dello gnomone è uguale alla latitudine.

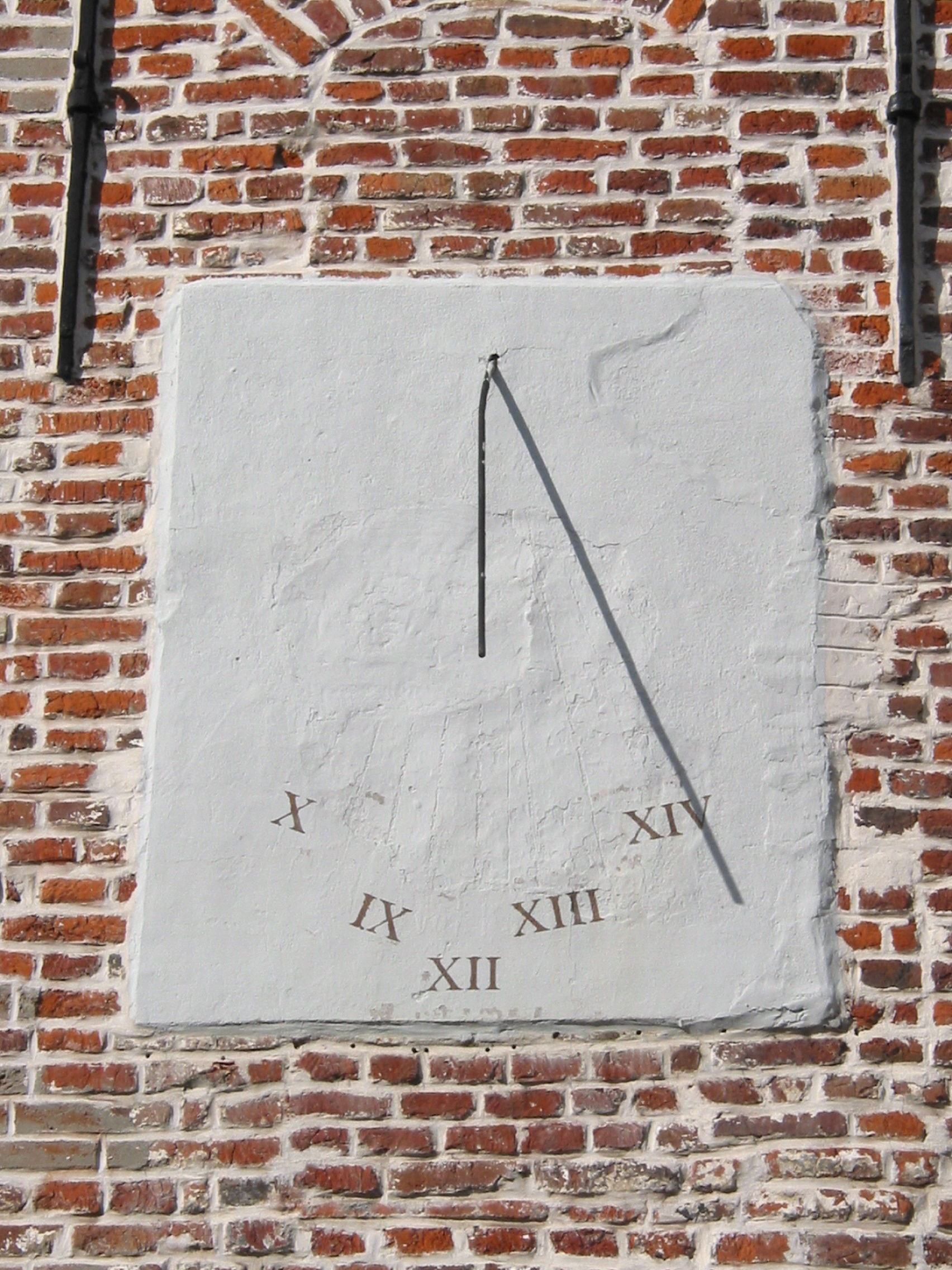
Orologio solare a muro
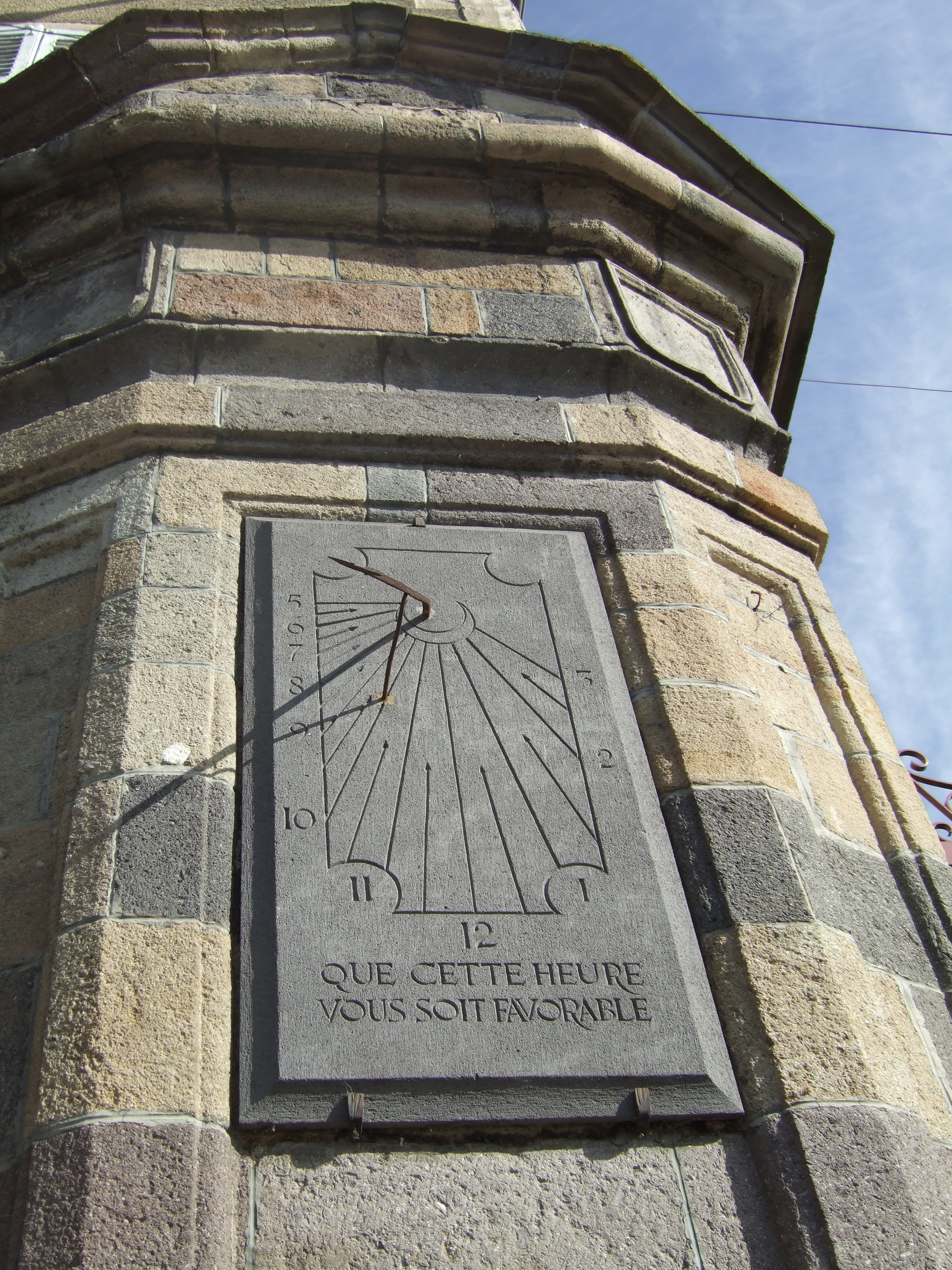
Issoire, Alvernia, Francia - Orologio Solare sulla porta est della città
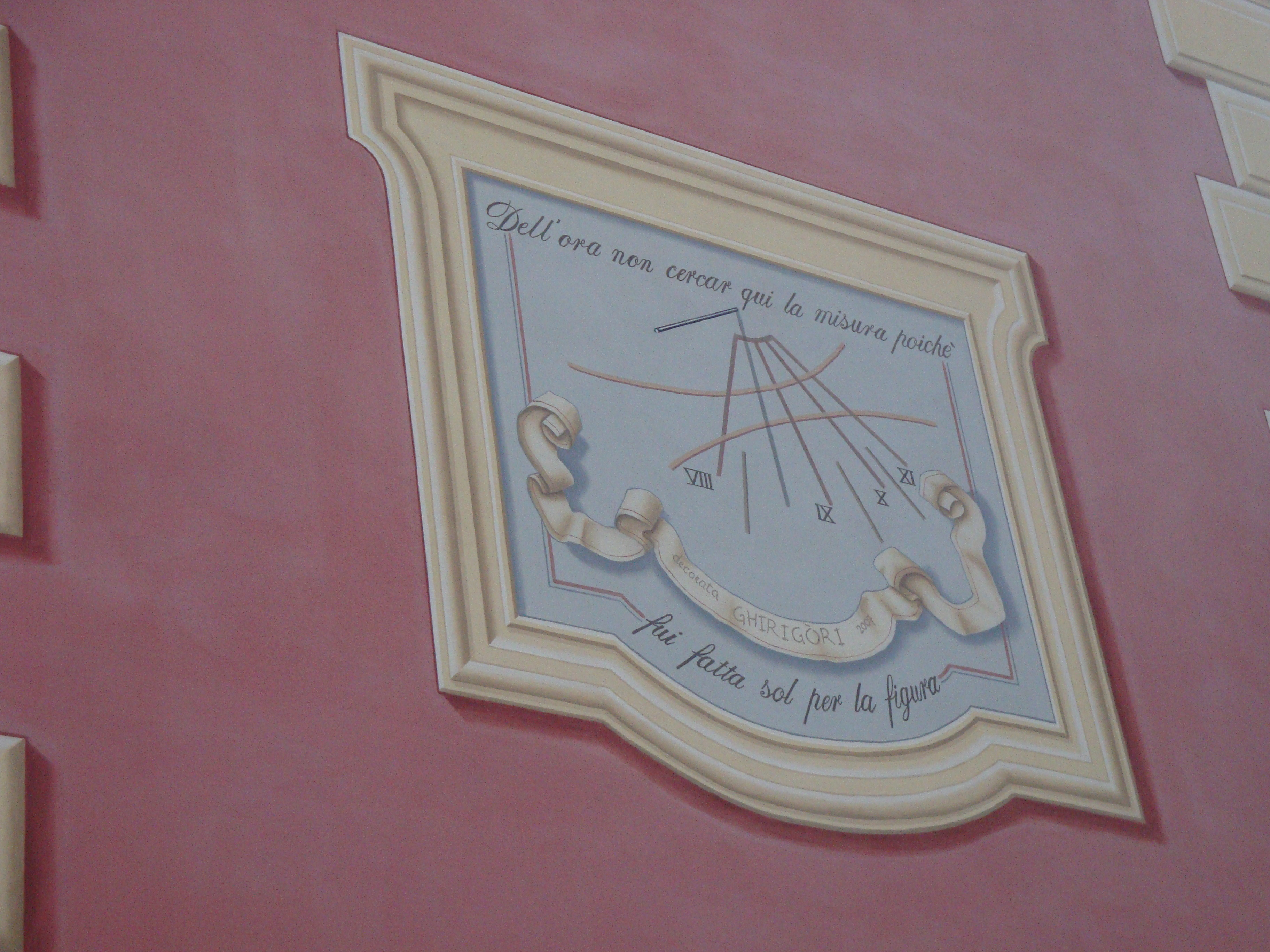
"Finta meridiana" dipinta sul muro di una villa sulla via Aurelia presso San Bartolomeo al Mare, Imperia
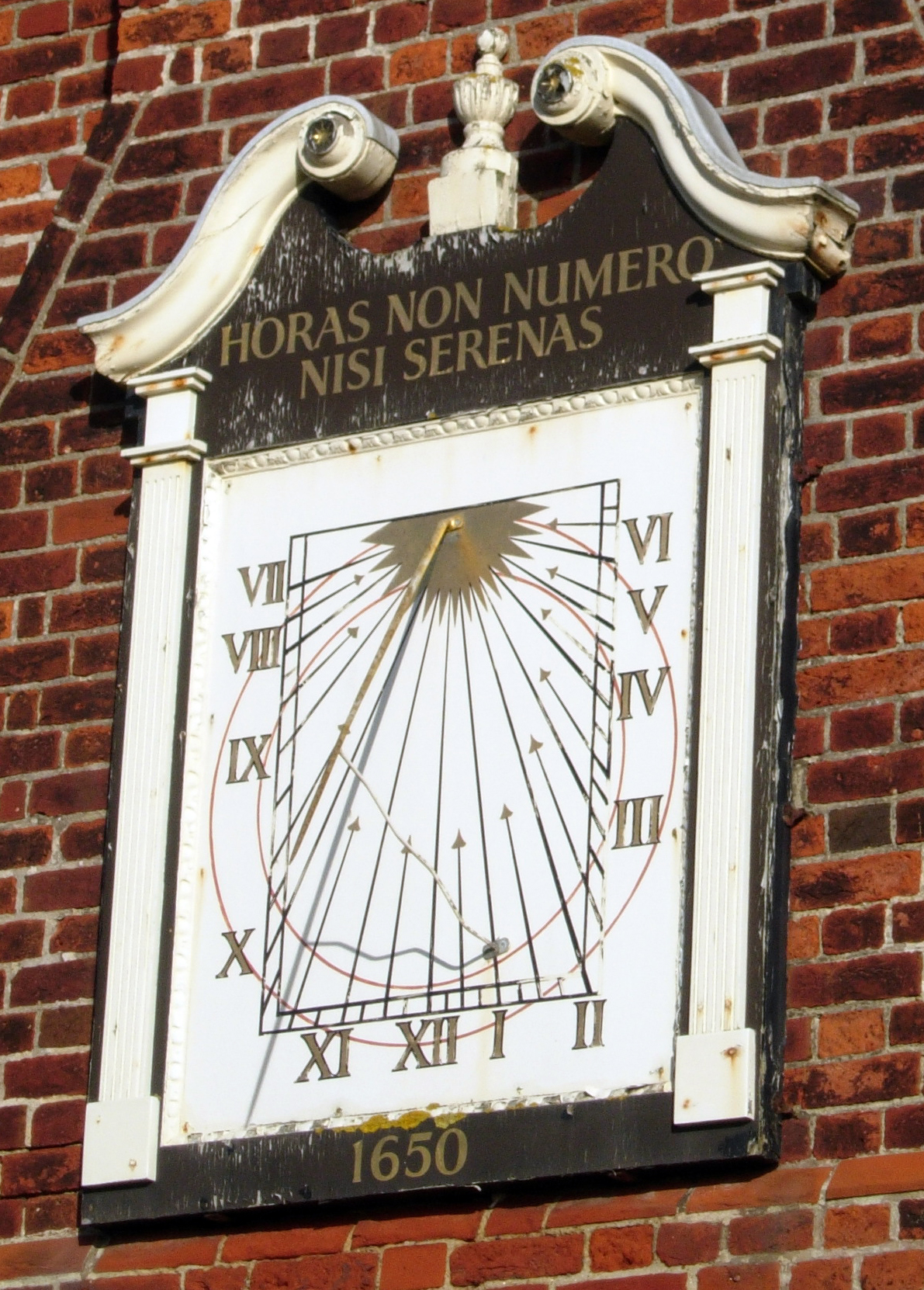
Aldeburgh, Suffolk, England
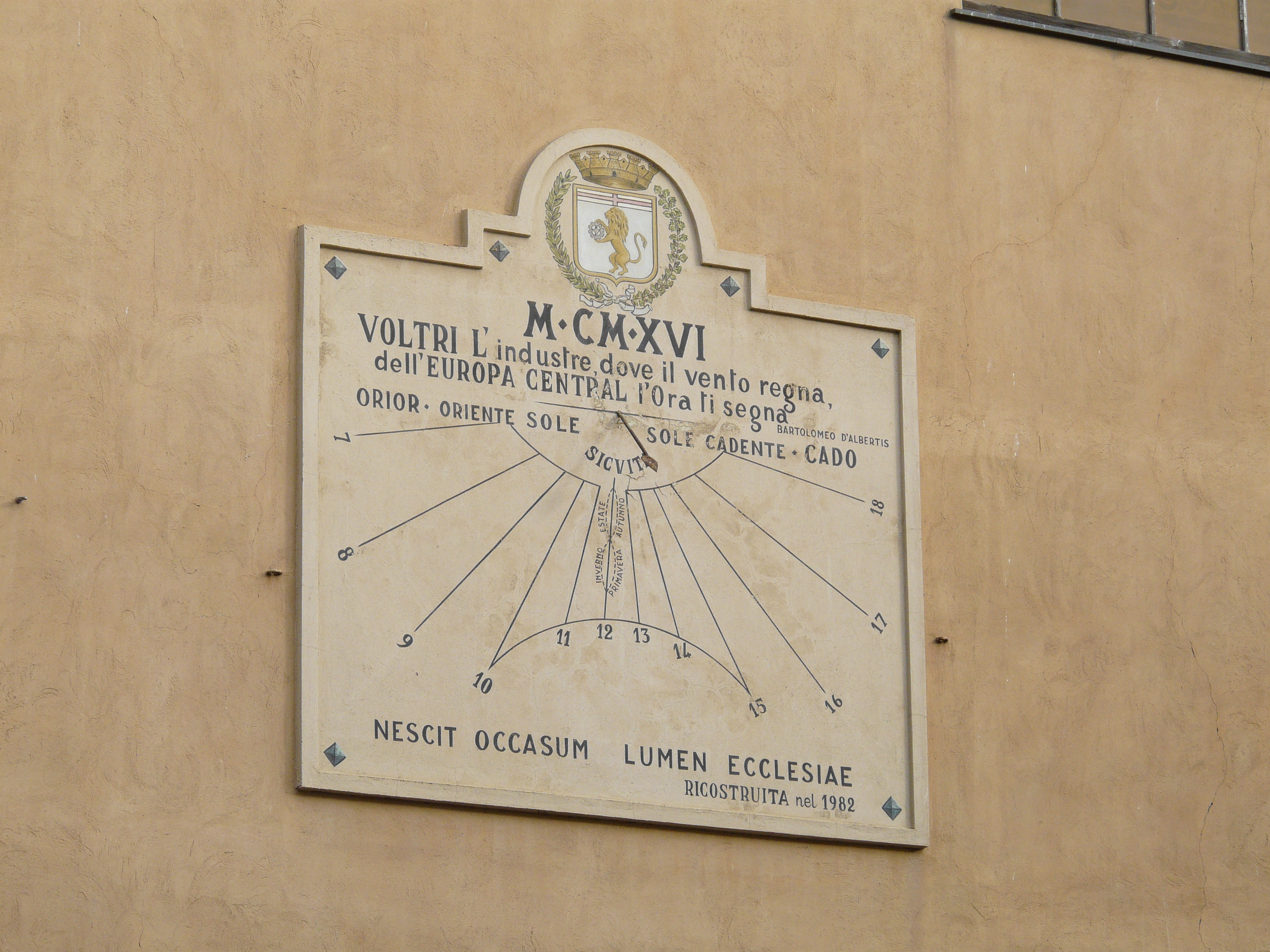
Chiesa dei ss. Nicolò ed Erasmo, Voltri
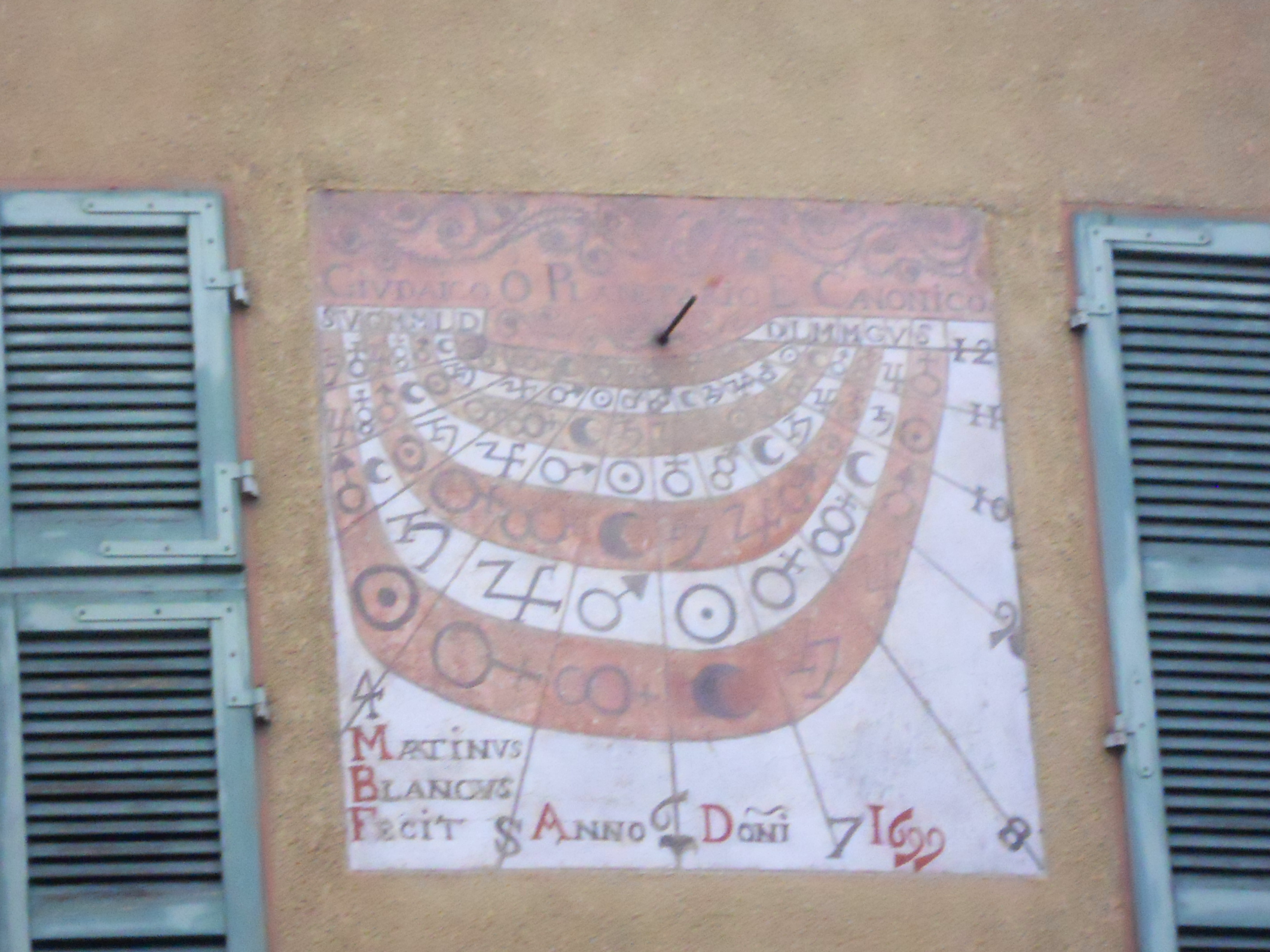
Antico orologio solare del 1699, a San Benigno Canavese
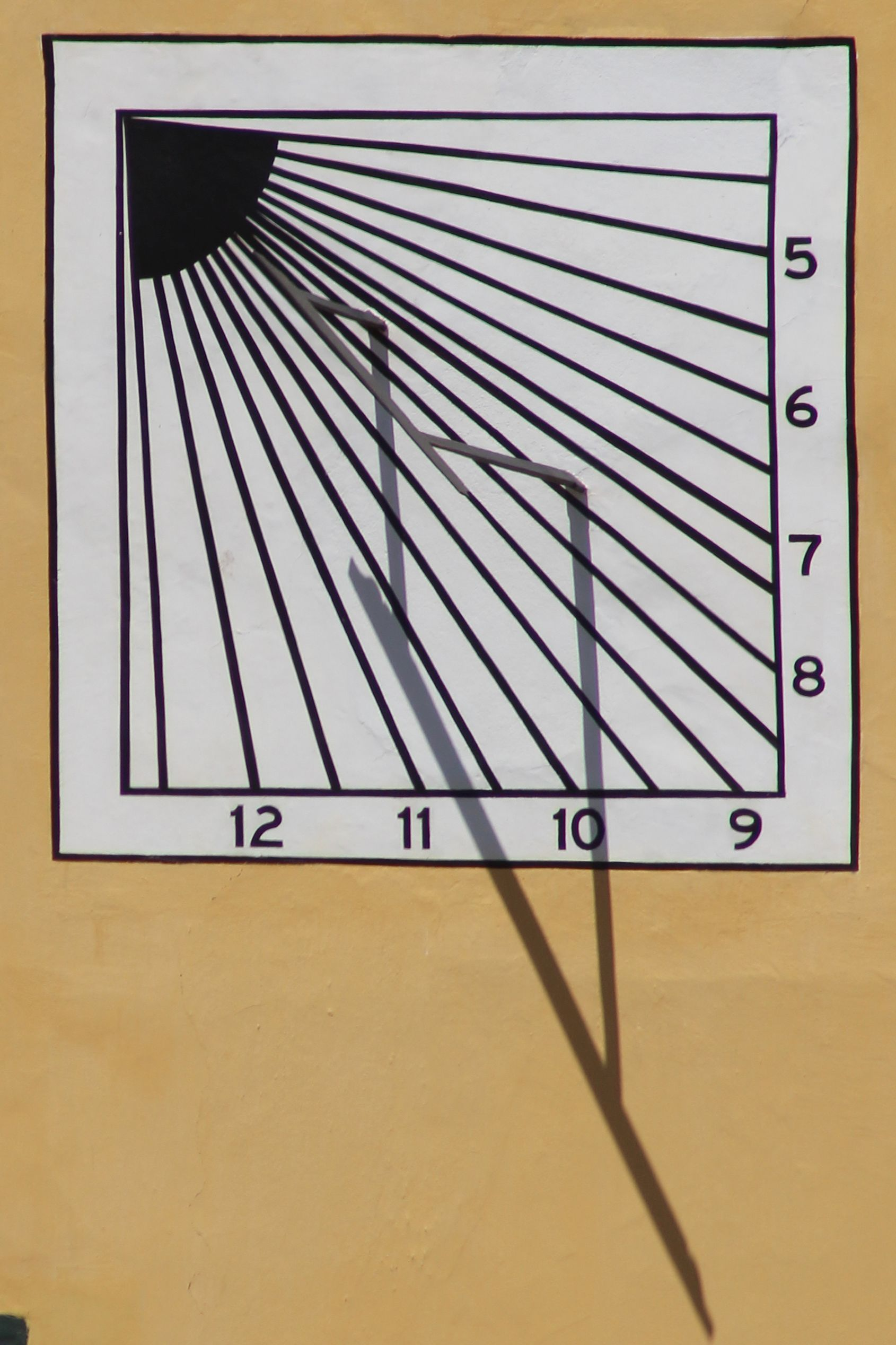
Meridiana al Castello di Buona Speranza, Città del Capo (Nota - emisfero australe).
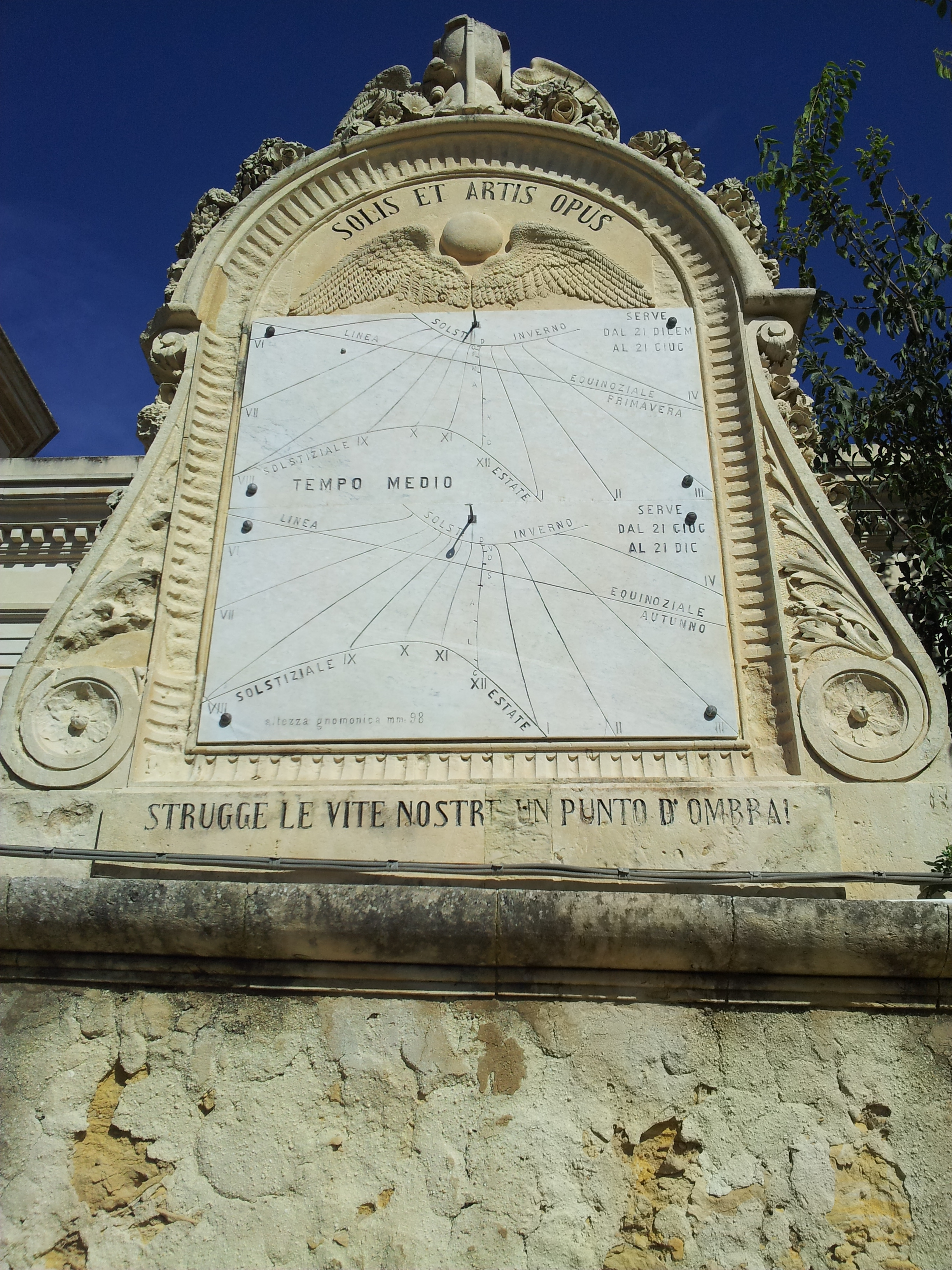
Meridiana all'ingresso del cimitero monumentale di Palazzolo Acreide
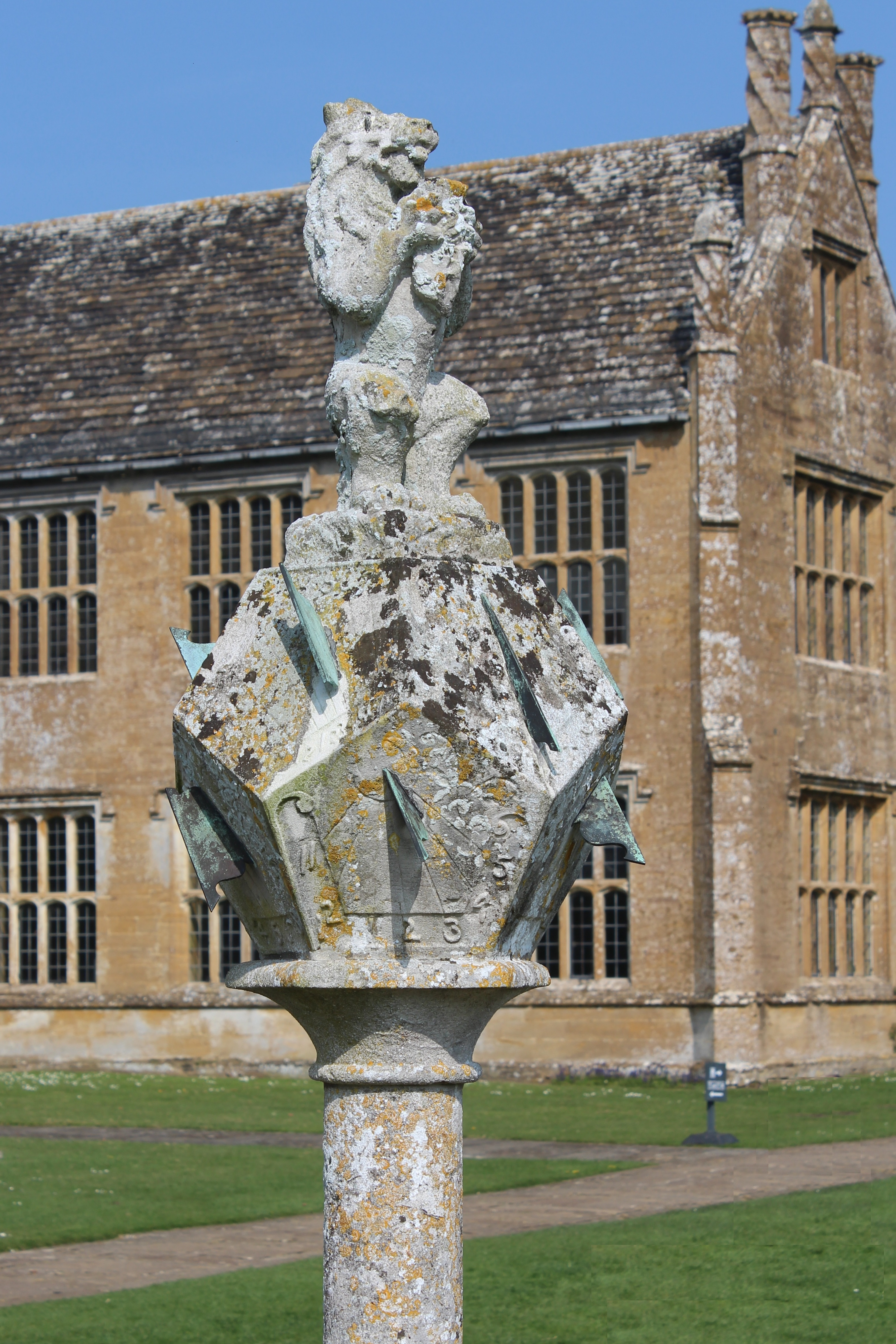
Meridiana dalle mille sfaccettature, Barrington Court, Inghilterra

### Orologio negativo solare
Negli orologi solari convenzionali lo gnomone proietta l'ombra su un quadro di riferimento, l'orologio negativo è quello che proietta i raggi di luce attraverso una fessura.

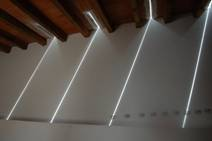
Orologio negativo solare, Corregidora, Querétaro, Messico

## Orologi solari portatili
A partire dal periodo ellenistico furono elaborati strumenti astronomici e orologi solari portatili.

### Romani
Tra il I e il VII secolo, in ambito romano furono sviluppati numerose meridiane portatili, alcune delle quali erano definite pros pan clima, «per tutte le latitudini», in quanto potevano essere regolate su latitudini differenti.

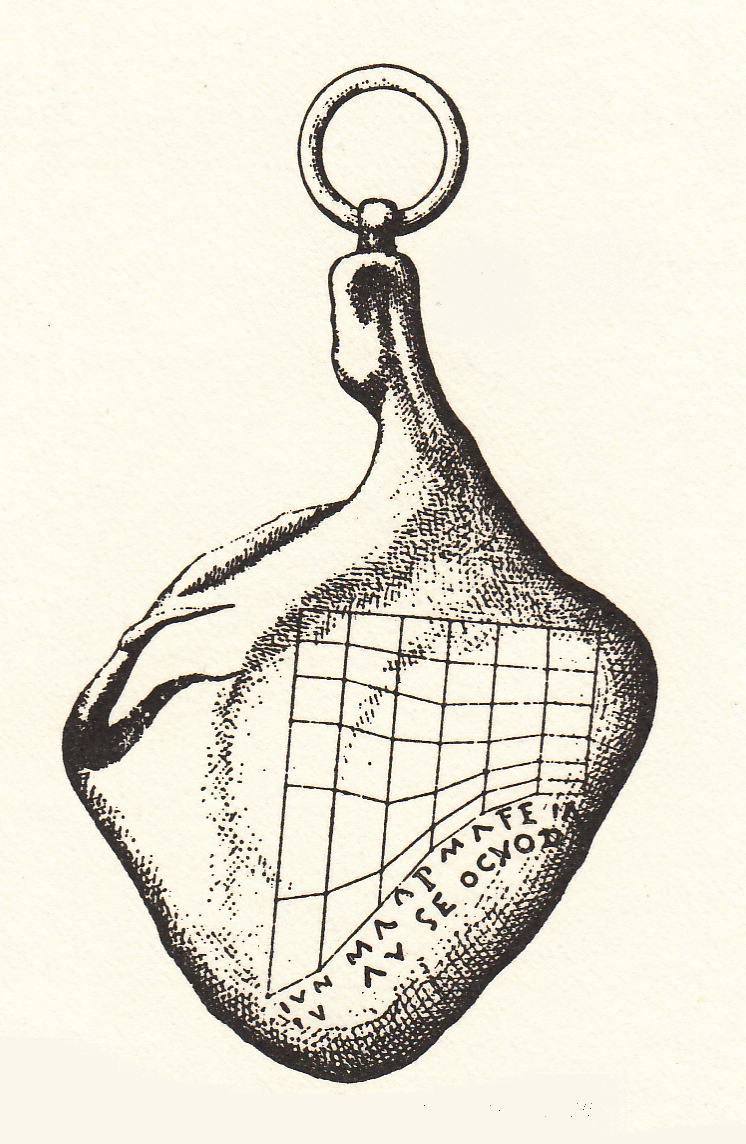
Meridiana portatile detta «Prosciutto di Portici».
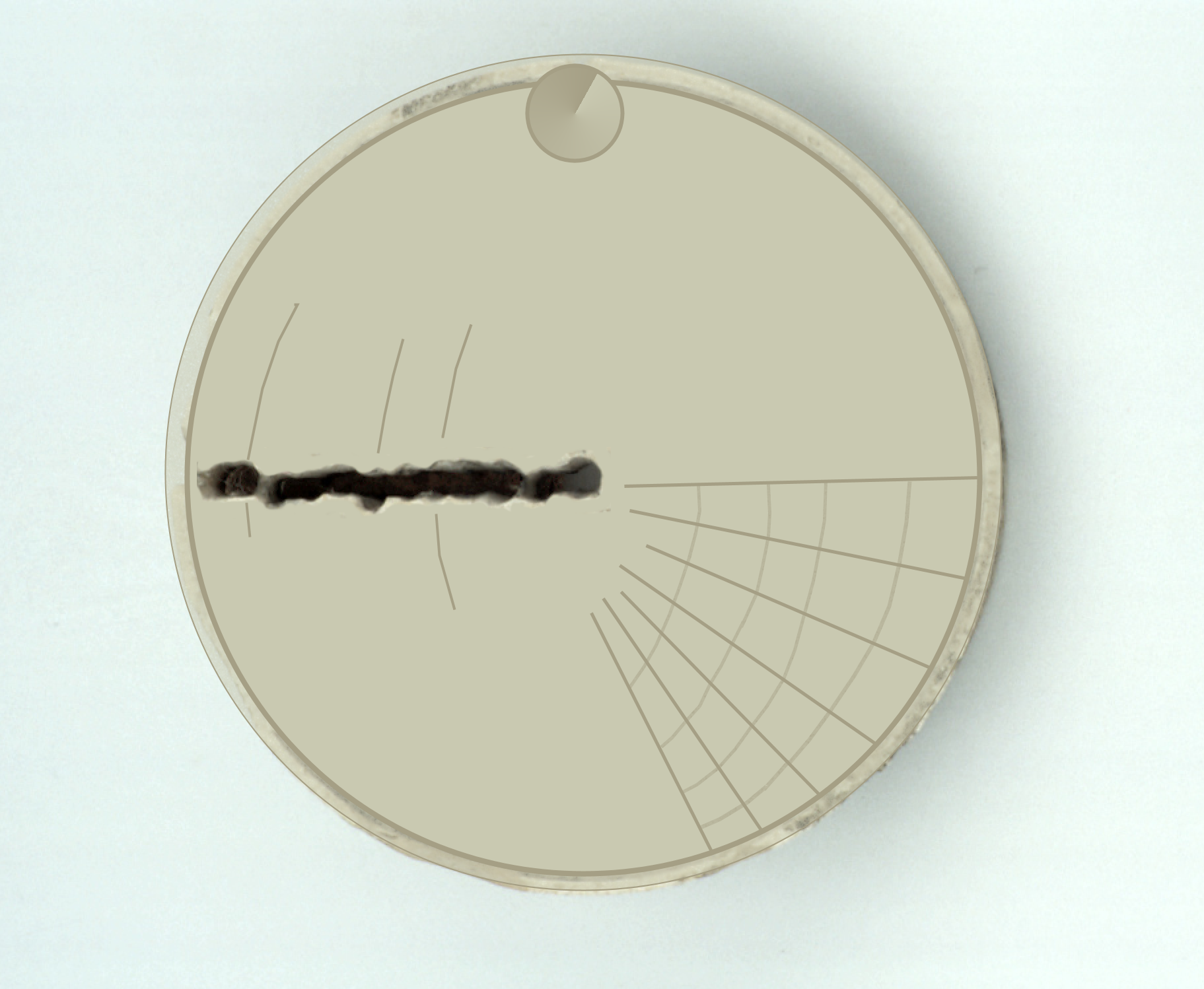
Meridiana portatile a disco.
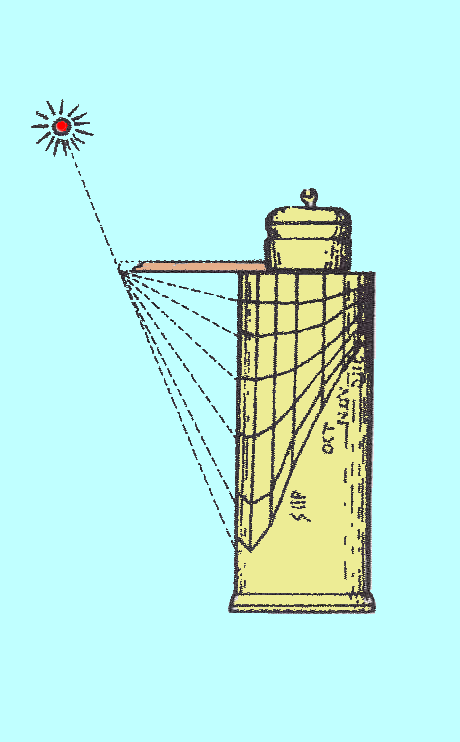
Meridiana portatile cilindrica
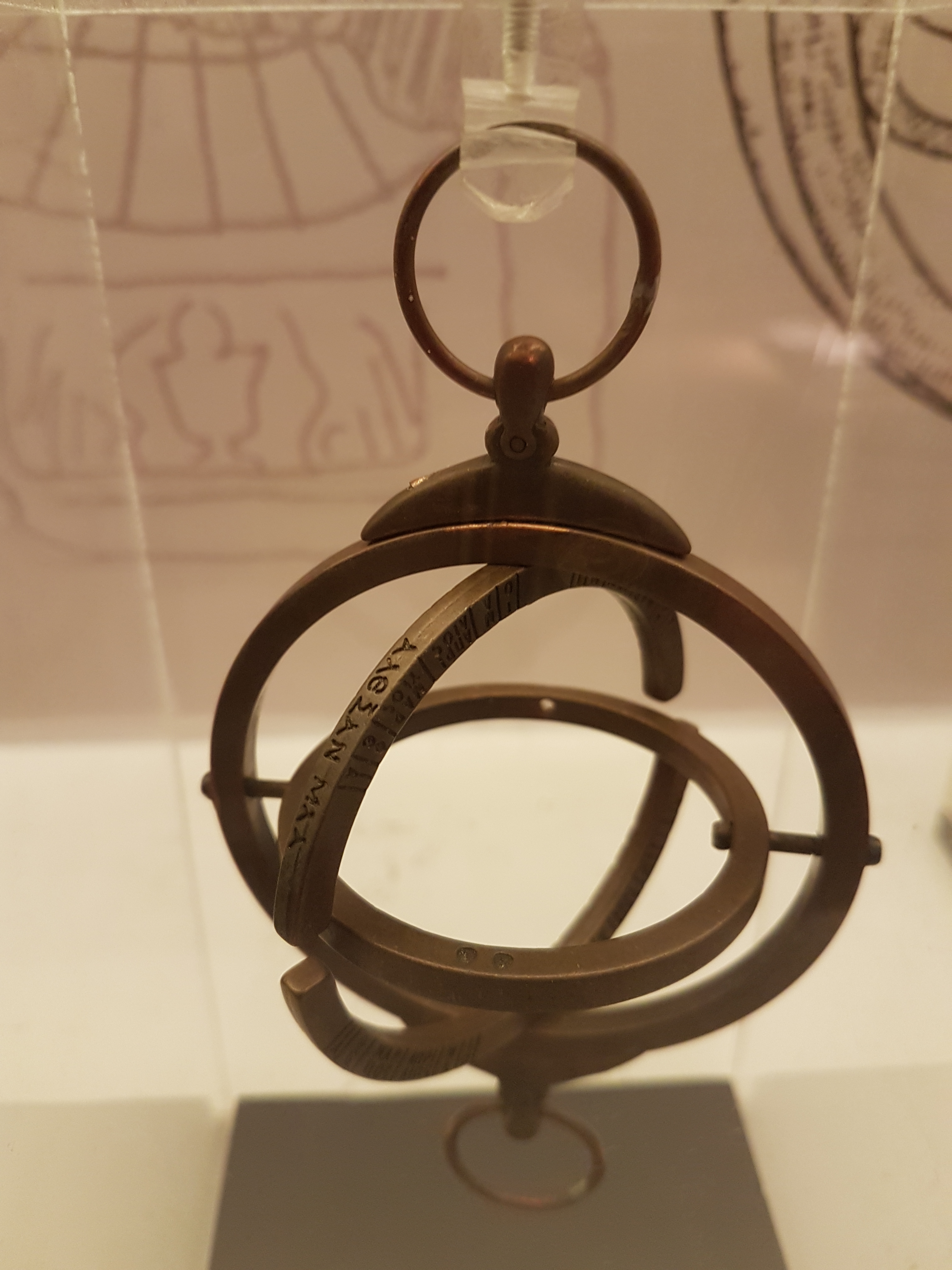
Meridiana portatile ad anello
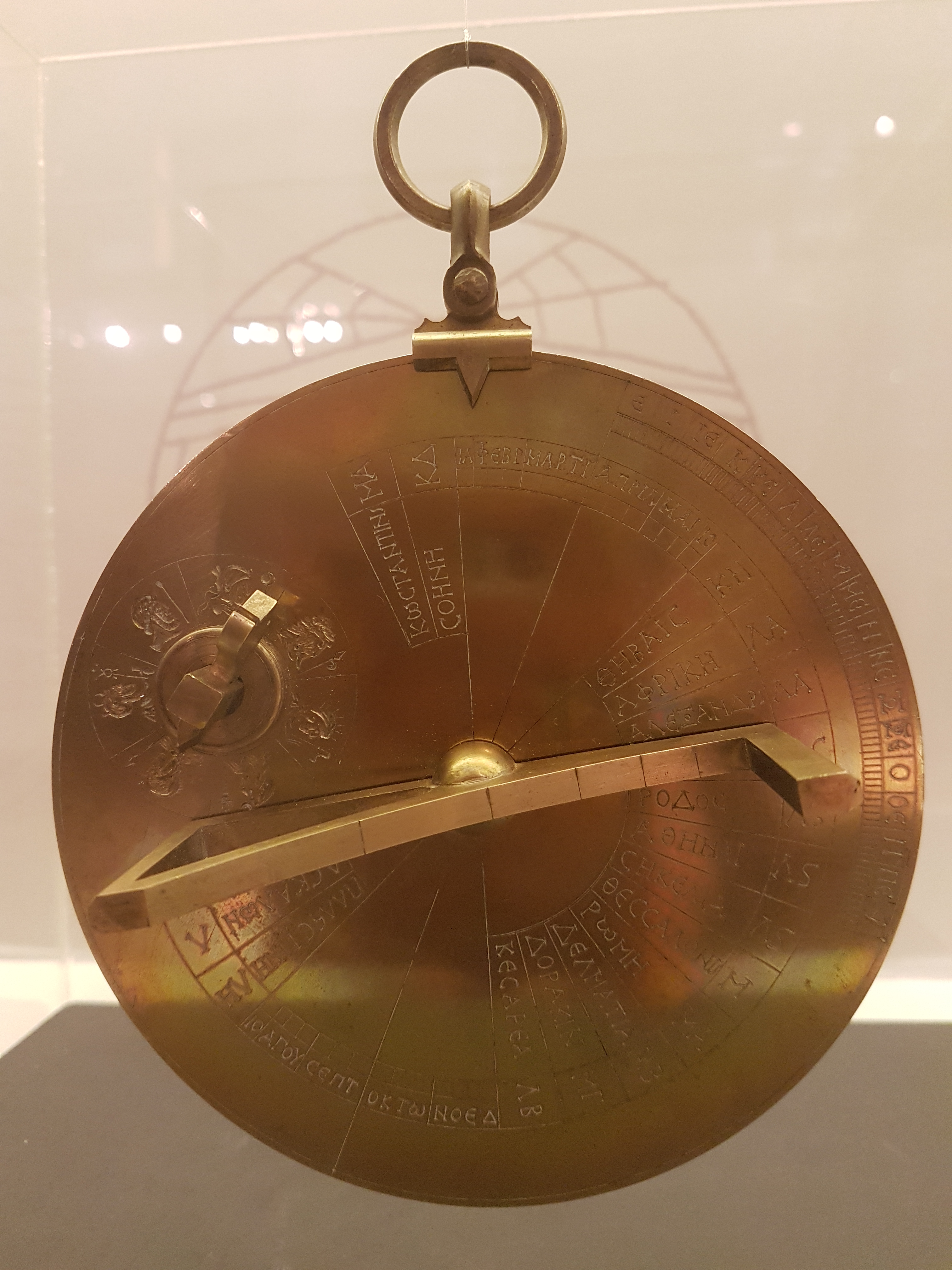
Meridiana portatile calendariale

Le meridiane portatili romane sono classificate in 6 categorie:
1. Meridiana a sospensione - tipo «Prosciutto di Portici»
Nota in un unico esemplare ritrovato ad Ercolano, è a forma di prosciutto e su di un lato ha inciso un quadrante
2. Meridiana a disco a sospensione
Si tratta di un disco che si sospende per un anello dopo aver inserito lo gnomone nel foro corrispondente al mese corrente
3. Meridiana cilindrica
Nota in due esemplari, consiste in una meridiana raffigurata sulla parete del cilindro; lo gnomone viene fatto ruotare in corrispondenza del mese corrente
4. Meridiana a scatola
5. Meridiana ad anello
Nota in un solo esemplare ritrovato a Filippi, permette di leggere l'ora per quattro latitudini differenti grazie alle quattro scale di cui è dotata
6. Meridiana pros pan clima
Permette di variare la latitudine della meridiana in maniera continua, correggendo per la posizione corrente, oltre che per il mese corrente.

### Posteriori

#### A dittico
Un tipo molto comune è costituito da due piccoli pannelli (un dittico) di legno o avorio bianco intarsiato, incernierati in modo da potere essere chiudibili a formare una scatola facilmente trasportabile. Lo gnomone è realizzato con un filo di lino, seta o canapa teso tra le due tavole: quando l'orologio è aperto con il filo teso, le due tavole costituiscono due quadranti, uno orizzontale e uno verticale. Inserita nella tavola orizzontale è presente una piccola bussola, che permette di allineare lo strumento verso sud al momento di leggere l'ora. In alcuni modelli nella tavola verticale sono presenti dei piccoli fori che permettono di variare l'inclinazione del filo i base alla latitudine in cui ci si trova: il filo deve infatti mantenersi sempre parallelo all'asse terrestre per fornire un dato attendibile.
A mezzogiorno, al tramonto e all'alba, la variazione di latitudine non influisce sull'ora mostrata dall'orologio solare portatile, ma alle 9 e alle 15 ogni grado di errore nella latitudine produce una differenza di quattro minuti nell'ora mostrata sui due quadranti. Ne consegue che può essere usato come un astrolabio o un sestante per determinare la latitudine. Alcuni strumenti comprendono una scala con un filo a piombo su cui leggere la latitudine, mentre altre includono una rosa dei venti. Orologi solari di questo tipo di grandi dimensioni (oltre il metro) erano usati per la navigazione.

#### Ad elevazione

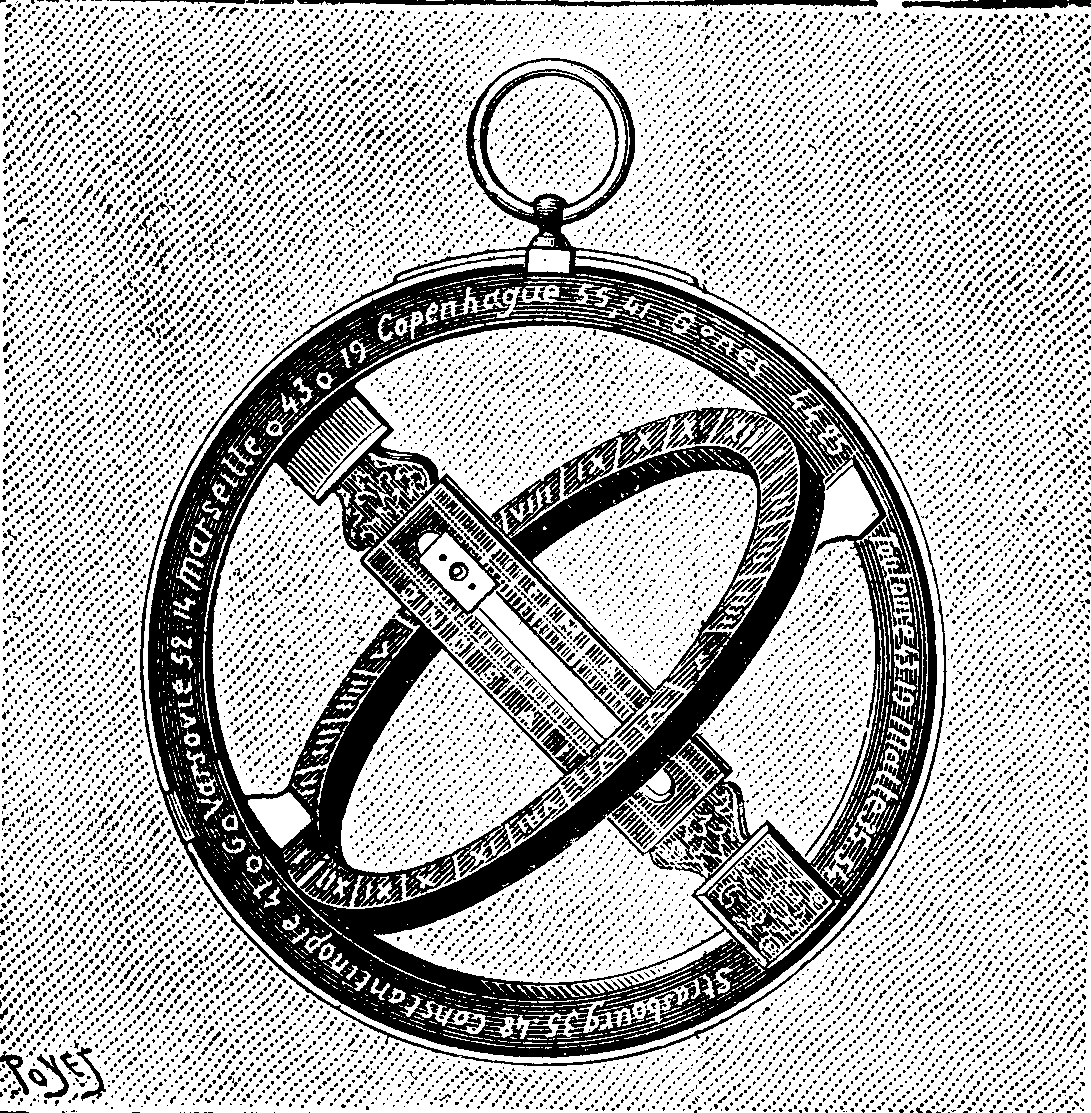
Un orologio solare portatile ad elevazione costruito a Parigi da Butterfield, probabilmente alla fine del XVIII secolo

La funzione dell'orologio solare poteva essere svolta da un astrolabio, usato anche per la navigazione e l'astronomia. Nel modello più semplice era costituito da un anello sostenuto da un anellino. Quando il tutto era tenuto in mano in modo che penzolasse verticalmente, un foro nell'anello (detto foro gnomonico) proiettava un punto luminoso all'interno, dove una scala indicava l'ora. lo strumento era vincolato ad una particolare latitudine e l'utilizzatore doveva sapere a priori se era mattino o pomeriggio, altrimenti indistinguibili. Il foro era montato su una slitta regolabile in funzione del giorno dell'anno.
In tempi moderni le forze speciali dell'esercito degli Stati Uniti dispongono di un semplice orologio solare di questo tipo ricavato nel coltello in dotazione all'equipaggiamento, utile in caso di malfunzionamento dell'orologio meccanico.

#### Telescopica
William Molyneux inventò nel 1686 una "meridiana telescopica" (in latino sciothericum telescopicum) che faceva uso di un telescopio per determinare il mezzogiorno esatto, a beneficio della precisione in navigazione, astronomia e geografia.

## Meridiana a tempo medio

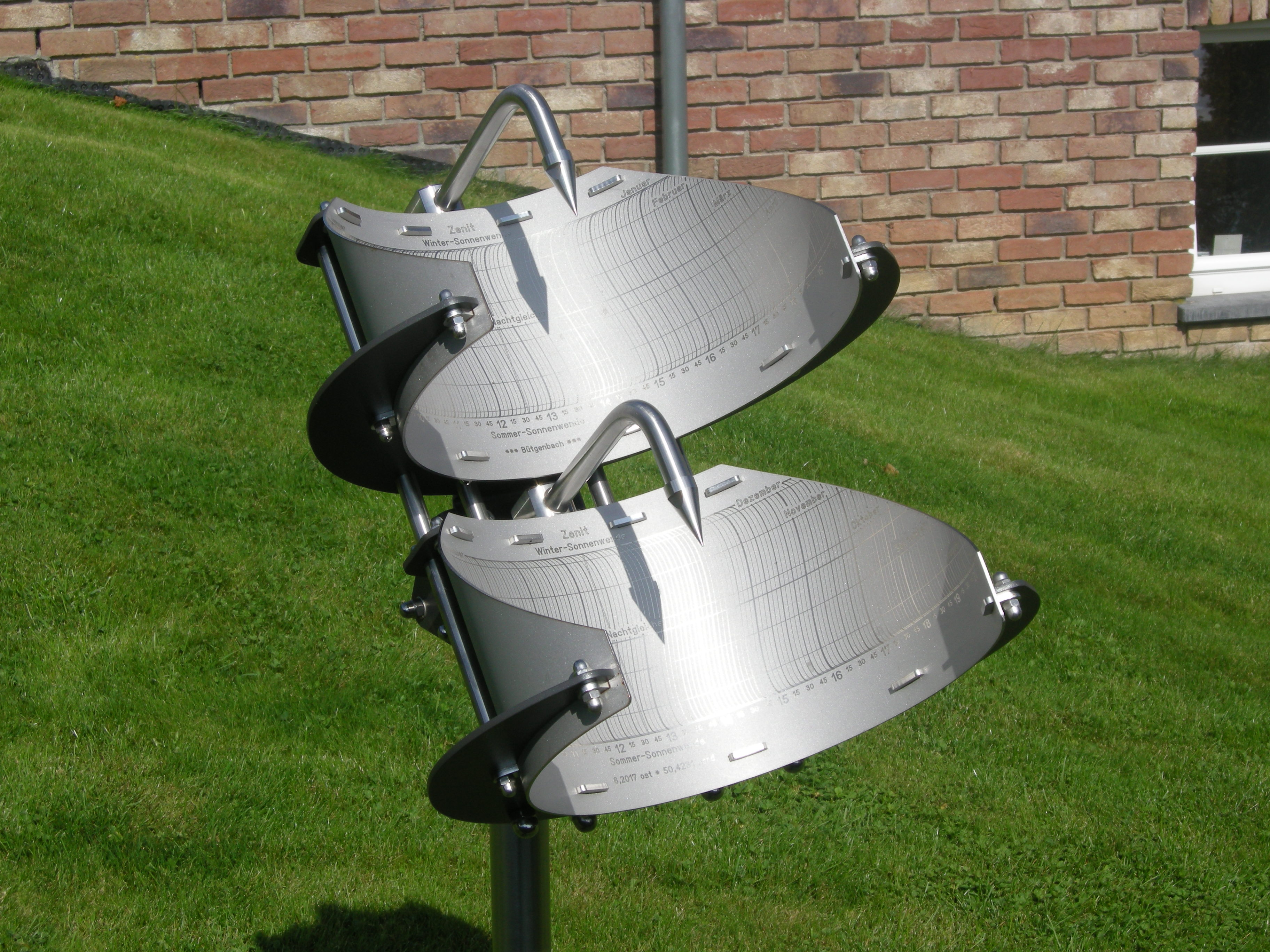
Orologio solare di precisione a Bütgenbach, Belgio. (precisione = ±30 secondi)

Una meridiana può essere anche chiamata eliocronometro, perché è in grado di correggere il tempo solare apparente per indicare il tempo solare medio o un altro tempo standard, solitamente con un'accuratezza nell'ordine del minuto.

### Orologio solare equatoriale a coppa
La più classica forma di eliocronometro è quello con quadrante a coppa, sopra il quale una barra e filo teso parallelamente all'asse terrestre costituisce lo gnomone. La scala è tracciata a formare un semicerchio all'interno della coppa.
Questo tipo di strumento fu usato in Francia durante la prima guerra mondiale per regolare l'orario dei treni.
Gli strumenti più precisi si trovano a Jaipur in India. Sono di dimensioni colossali e furono fatte costruite dal califfo Mogul per tenere aggiornato il calendario islamico.

### Orologio solare greco

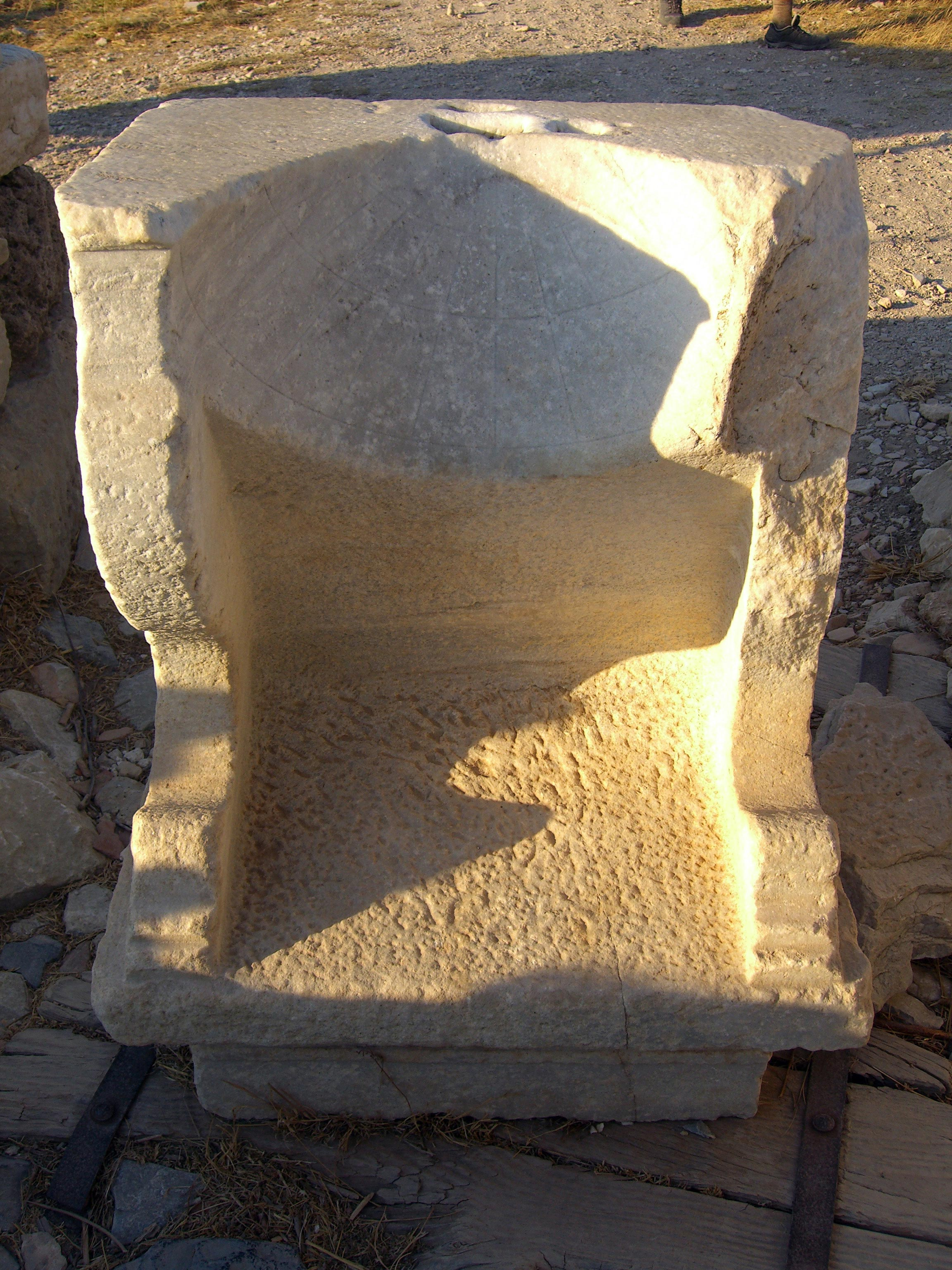
Orologio solare di Cnido

Gli antichi Greci usarono un tipo di orologio solare chiamato "pelekinon". Lo gnomone era una barra o un palo messo verticalmente su un piano orizzontale o semisferico. L'ombra della punta dello gnomone descriveva una curva iperbolica sulla superficie piatta o circolare sulla superficie semisferica. Sulla superficie erano tracciate linee che indicavano l'ora esatta in ogni periodo dell'anno.

### Le vere Meridiane: orologi del mezzodì

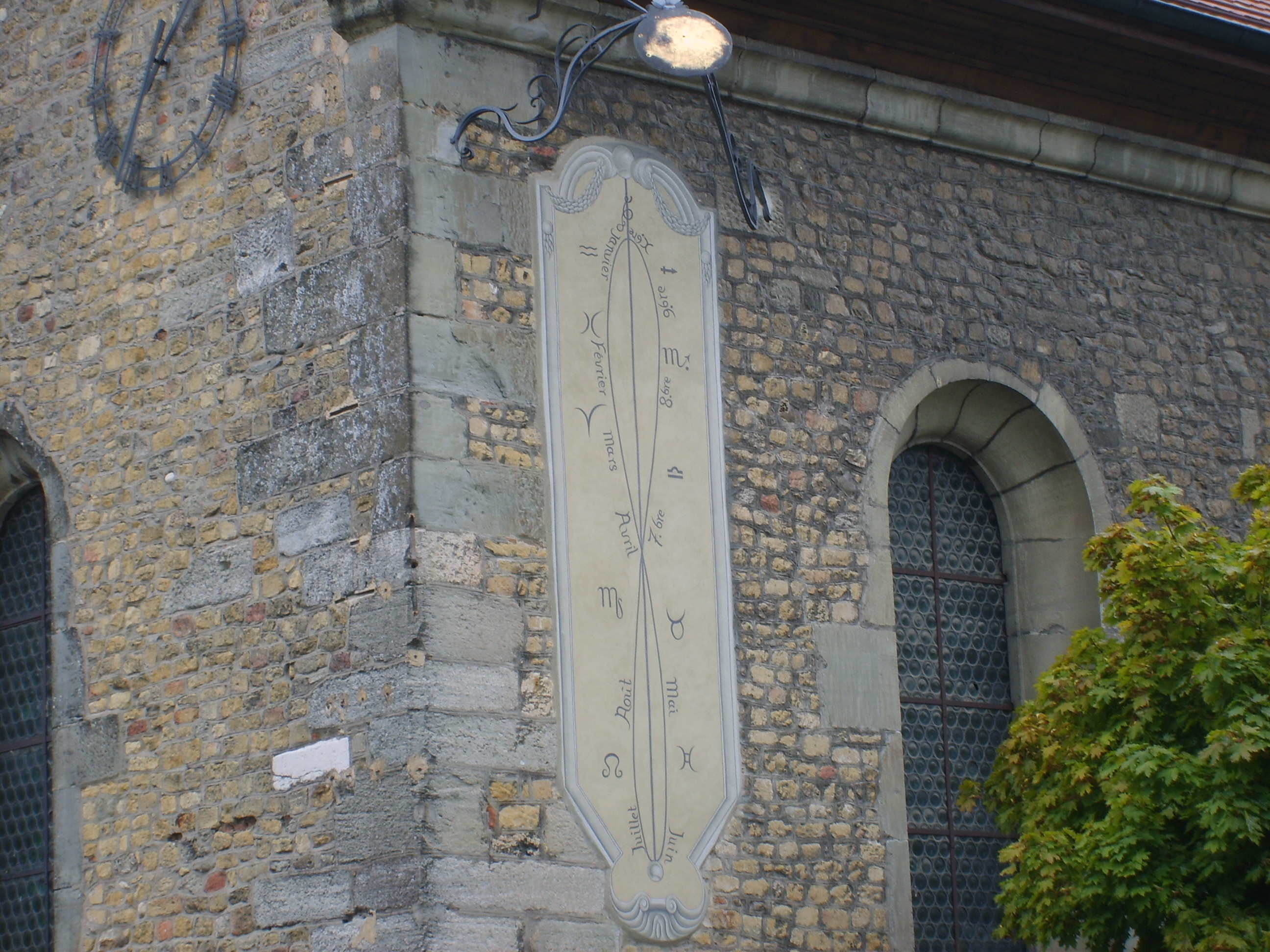
Meridiana del mezzodì a tempo medio (Chiesa riformata di Santa Maddalena ad Avenches (Canton Vaud Svizzera)

Questo tipo di meridiana è caratterizzato dall'avere la linea delle ore a forma di 8 (detta analemma), corrispondente alla rappresentazione visiva dell'equazione del tempo. L'ora è letta nel punto in cui l'ombra del nodo dello gnomone cade sulla curva analemmatica. Questo compensa automaticamente gli effetti combinati dell'eccentricità dell'orbita terrestre e dell'inclinazione dell'asse di rotazione. Segnano il "Tempo Medio".

### A riflessione
Isaac Newton inventò una meridiana adatta per le finestre esposte a sud. Egli collocò un piccolo specchio sul davanzale della finestra e dipinse un quadrante simile al pelekînos greco sul soffitto e sulle pareti. Lo specchio costituisce in questo caso lo gnomone riflettendo il punto luminoso. In questo modo è possibile realizzare uno strumento ampio, accurato e facilmente correggibile con poco materiale e senza spreco di spazio. Il quadrante può anche essere di tipo analemmatico.

### Meridiana calcolatrice
Un'interessante variante della meridiana orizzontale è in grado di elaborare e mostrare direttamente il tempo standard.
Diversamente da un modello normale, sul quadrante gli intervalli orari sono tracciati con angoli identici.
Ad esso è sovrapposta una maschera a forma di cardioide (una figura geometrica a forma di cuore).
Questa figura esprime la formula di corrispondenza tra i differenti angoli orari di una meridiana convenzionale e gli angoli orari identici come appaiono sul quadrante di un orologio.
Il punto in cui l'ombra dello gnomone incontra la curva cardioide è dove si deve leggere l'ora sul quadrante sottostante. La correzione dell'ora legale viene effettuata semplicemente ruotando il quadrante inferiore.

## Meridiane digitali
Una meridiana digitale sfrutta le luci e le ombre per mostrare l'ora sotto forma di cifre o anche parole, invece del tradizionale sistema basato sulla posizione. Un sistema è quello di affacciare due maschere parallele con coppie di fori che risultano allineate e consentono il passaggio dei raggi luminosi ciascuna in preciso periodo del giorno.

## Meridiane naturali
Una meridiana naturale sfrutta la conformazione del suolo per mostrare l'ora grazie alle cime montuose che il sole illumina. Un esempio di tale regalo della natura è la meridiana di Sesto, che con le sue cime dolomitiche fornisce questo strumento.

### Galleria d'immagini

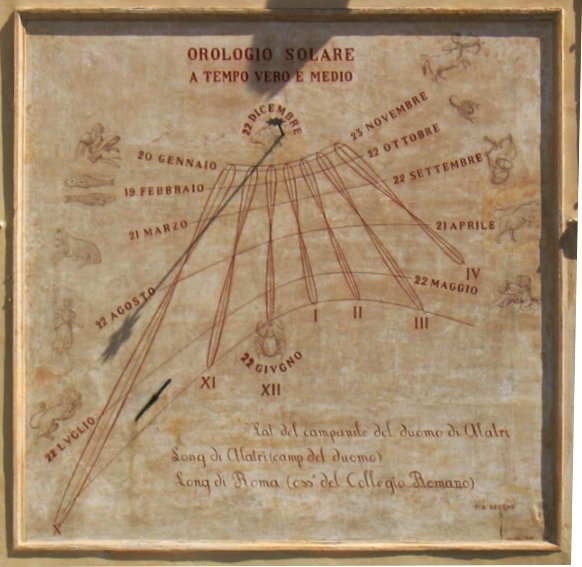
Alatri, orologio solare a tempo vero e medio di Angelo Secchi
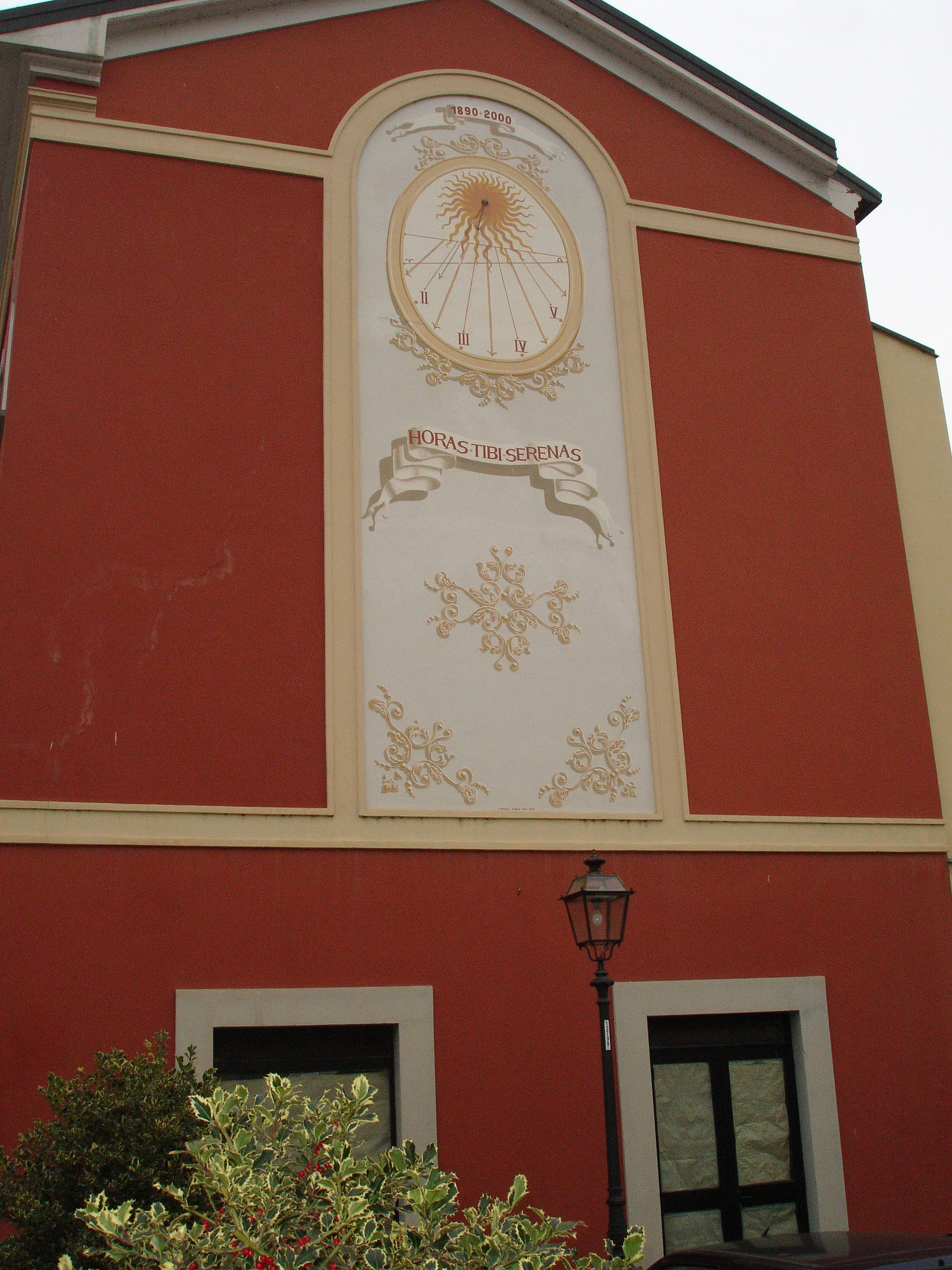
Alessandria, orologio solare murale (solo decorativo) in via Caraglio
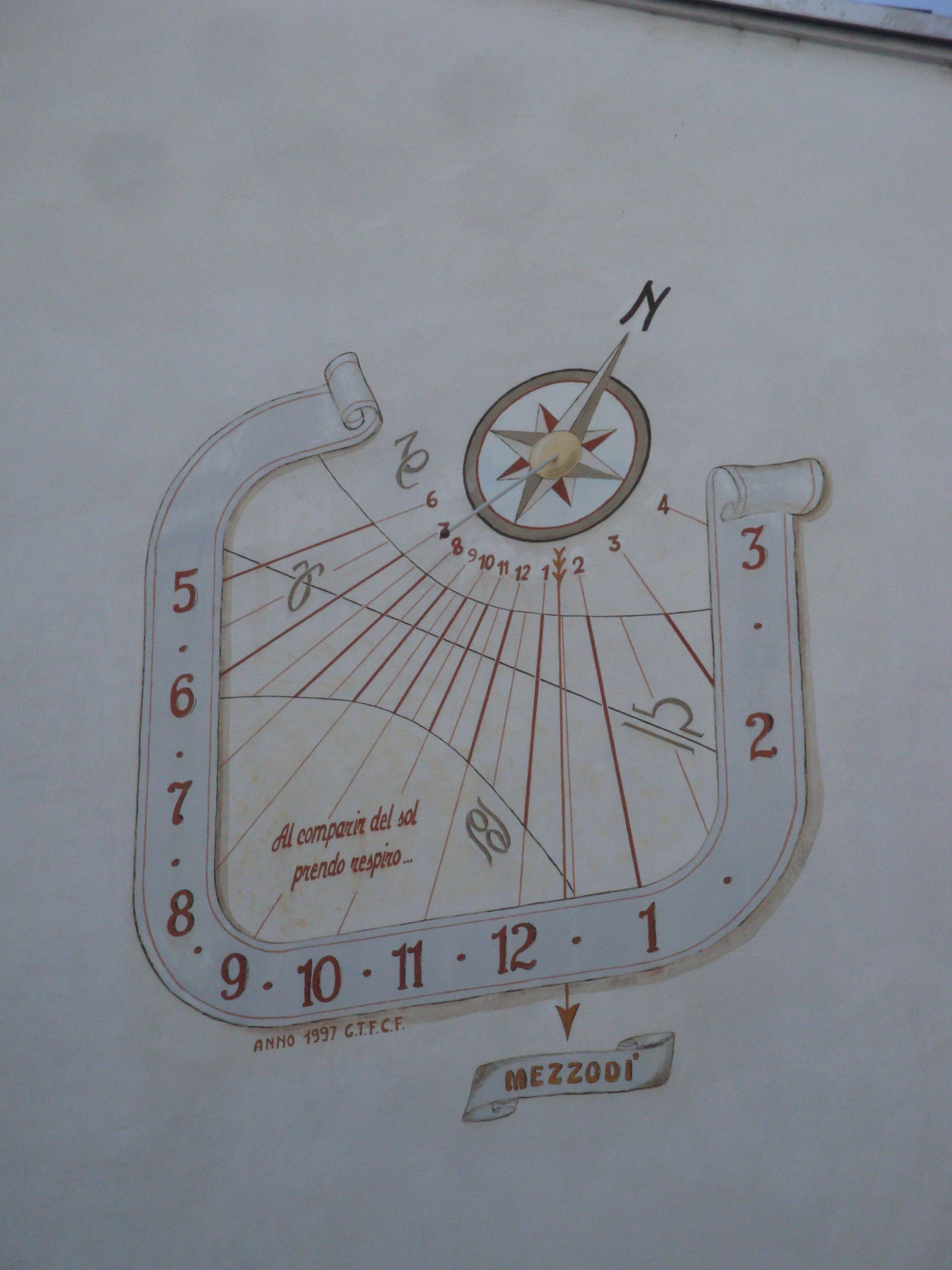
Un interessante e insolito orologio solare indicante l'ora solare e quella legale ad Alessandria, via Giovanni Aliora
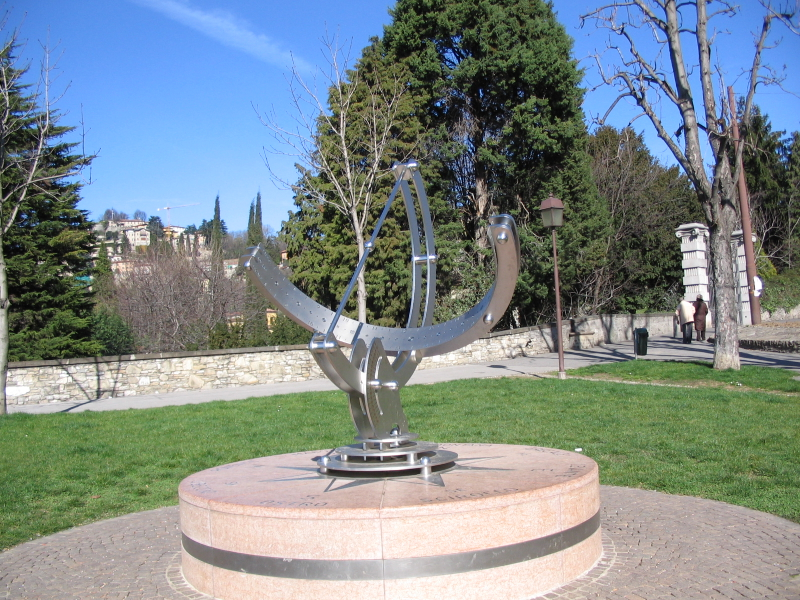
Orologio solare a Bergamo, sfera armillare semplificata tempo vero e medio anno 2002 Mauro Fizzanotti
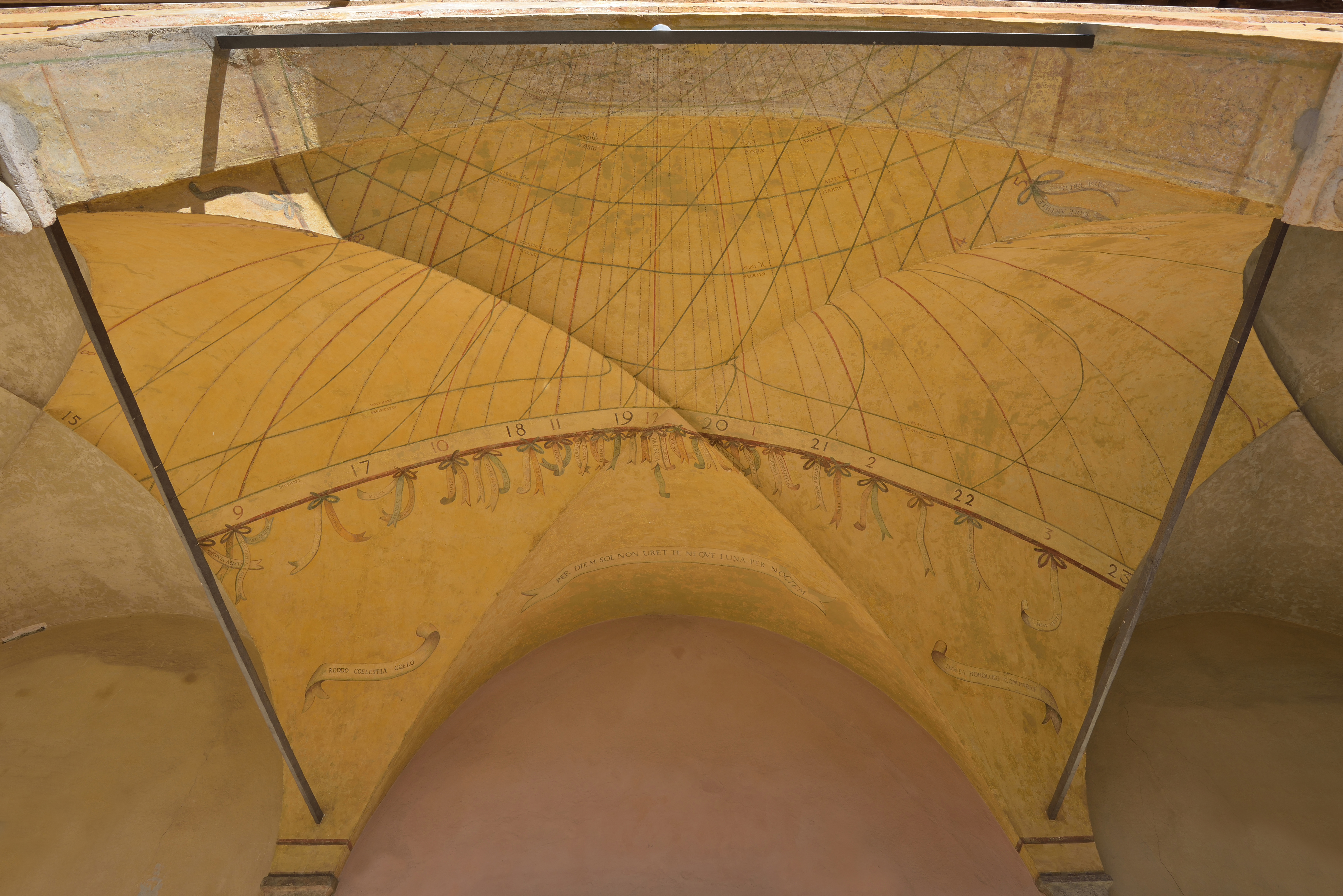
La meridiana catottrica di Brescia
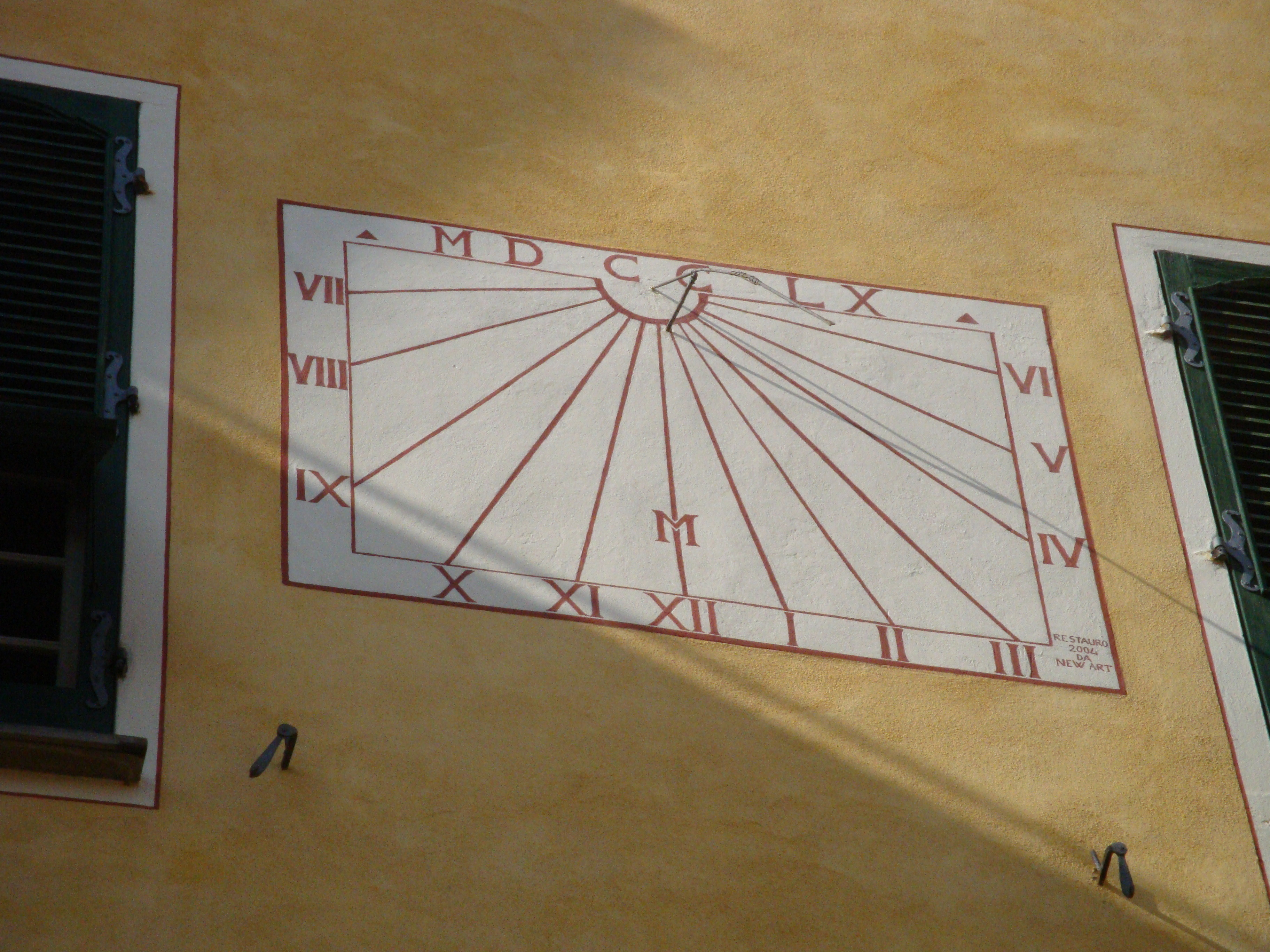
Orologio solare su una casa di Cervo
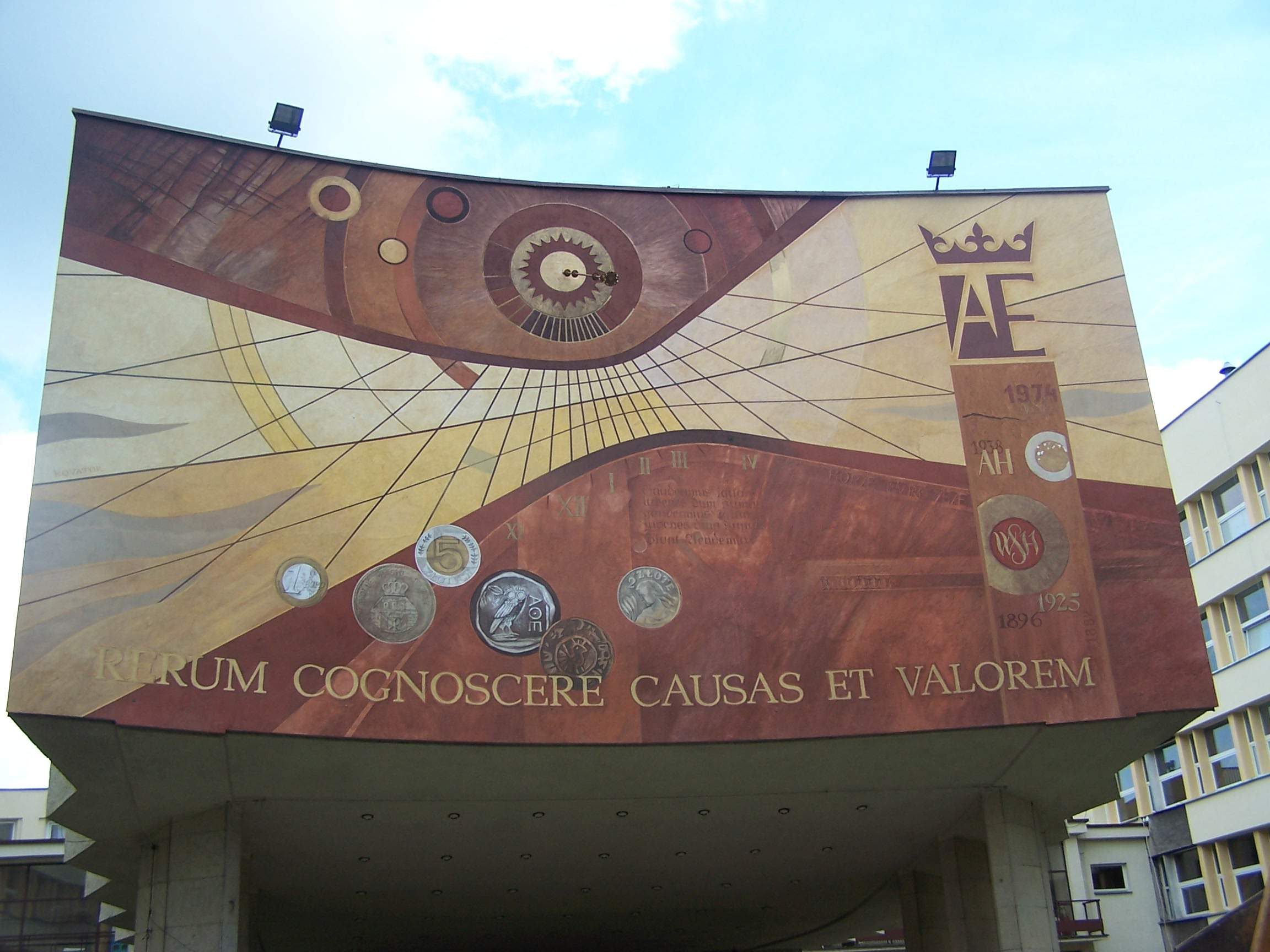
Orologio solare a Cracovia
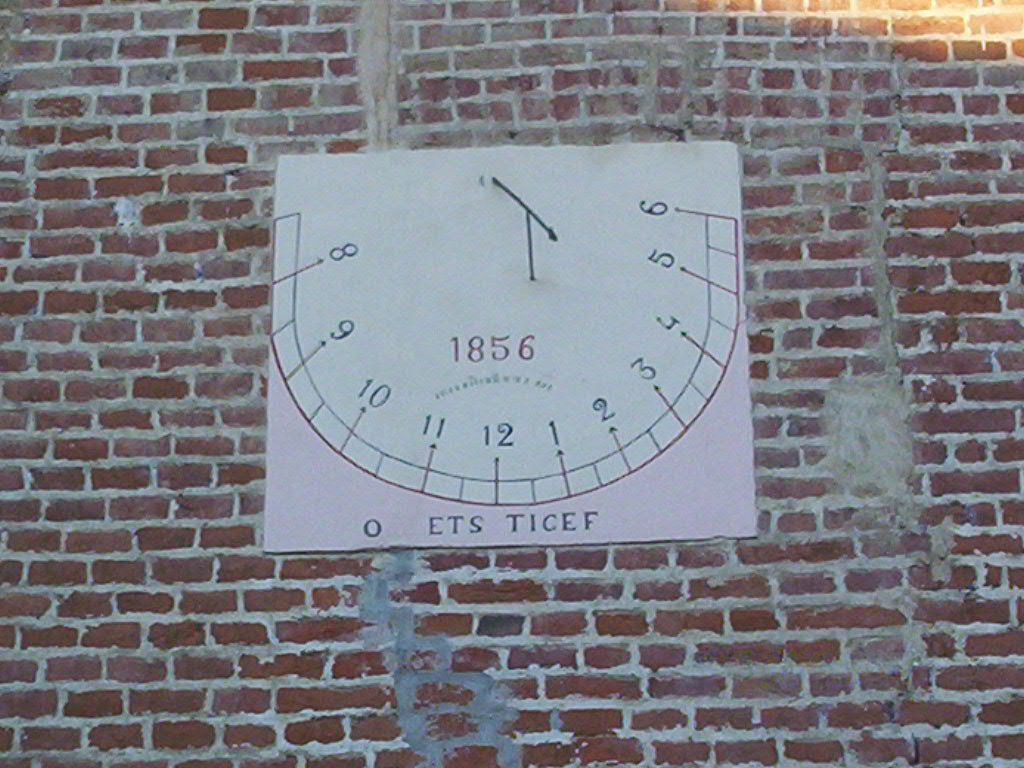
Leri Cavour, orologio solare, 1856
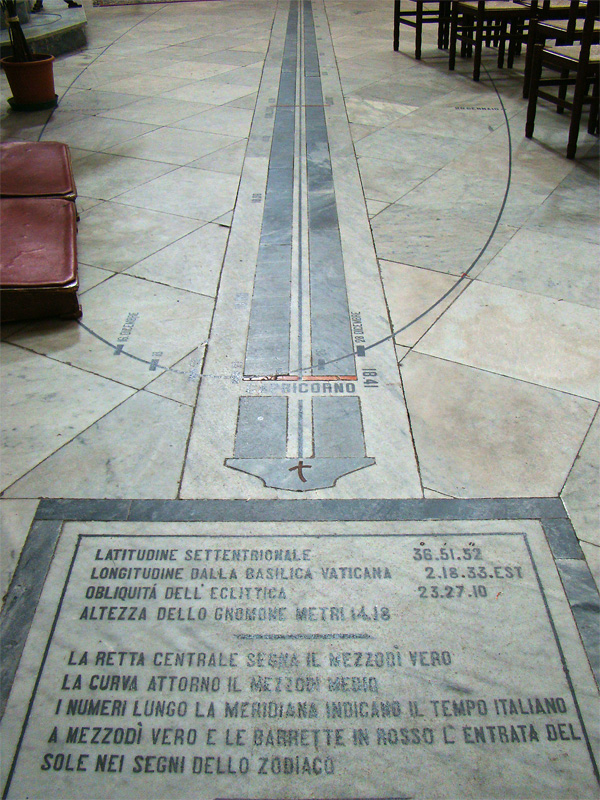
Meridiana solare nel Duomo di San Giorgio a Modica
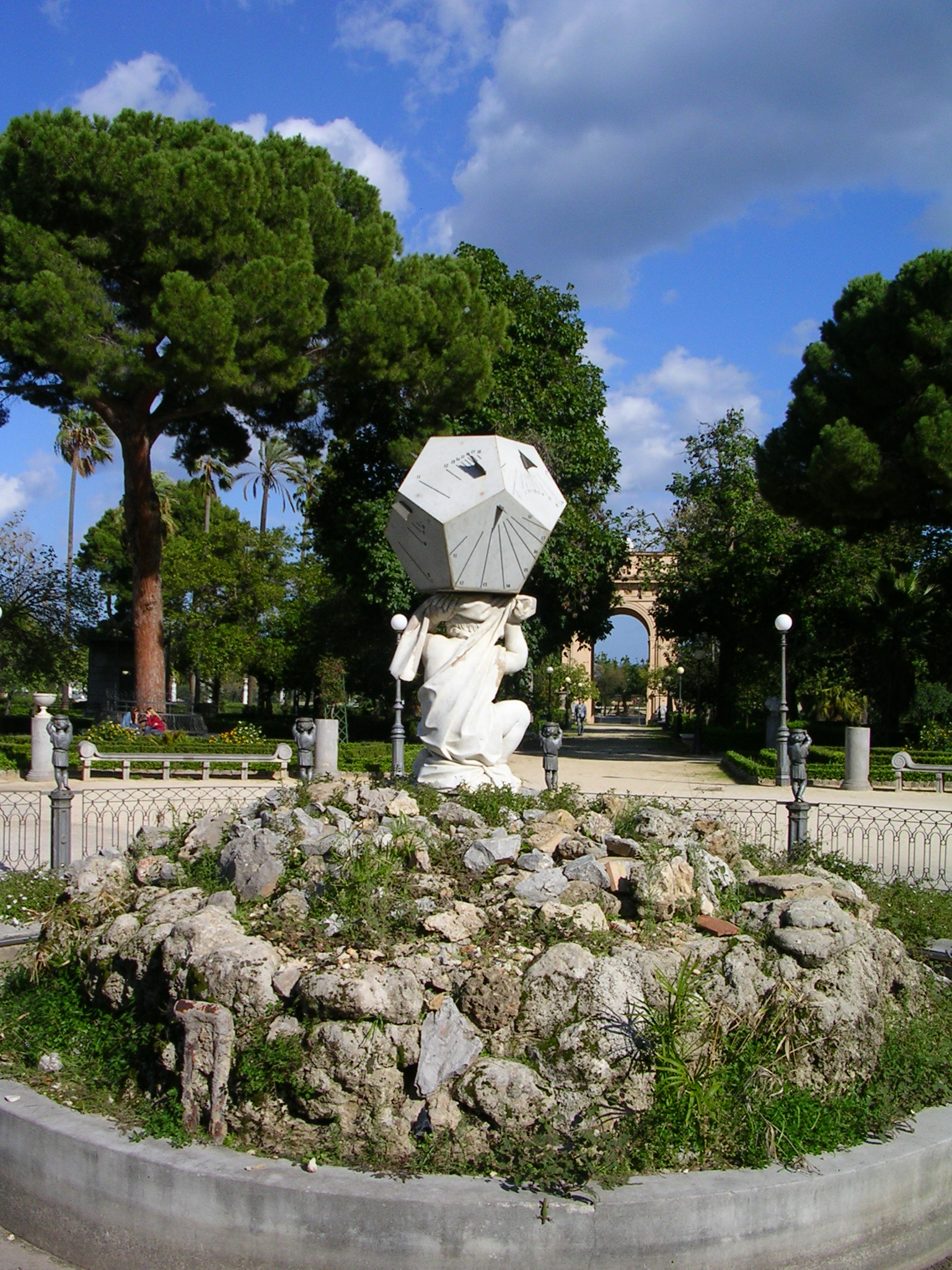
"Orologio del Dodecaedro" a Palermo, dove per ogni faccia si trova un orologio solare, progettato dal matematico Lorenzo Federici
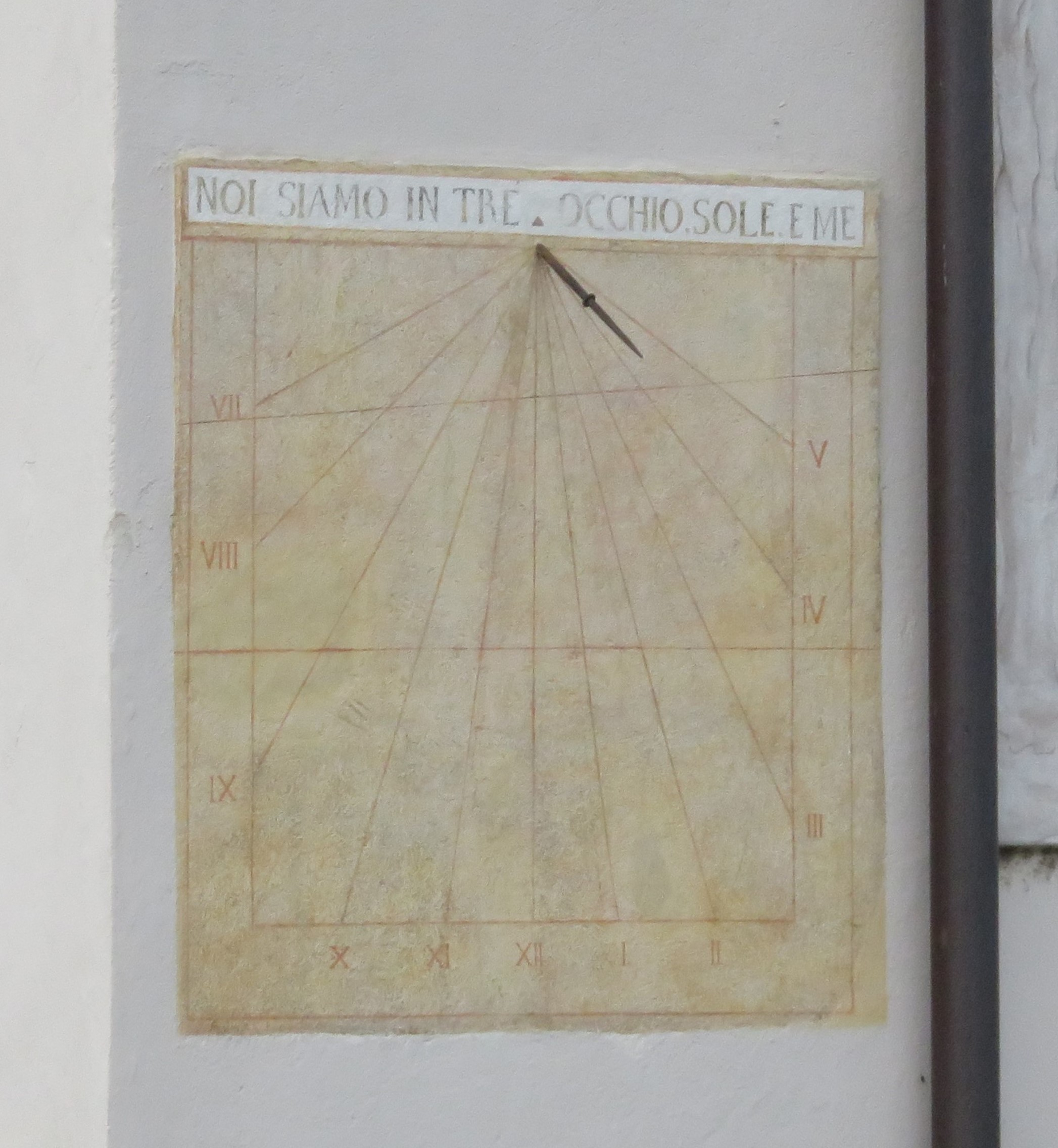
Orologio solare sulla facciata sud della ex Caserma Damiano Chiesa a Rovereto. Immagine ripresa da via Santa Maria, sul Ponte Forbato. Leggibile la scritta: noi siamo in tre. Occhio, sole e me.
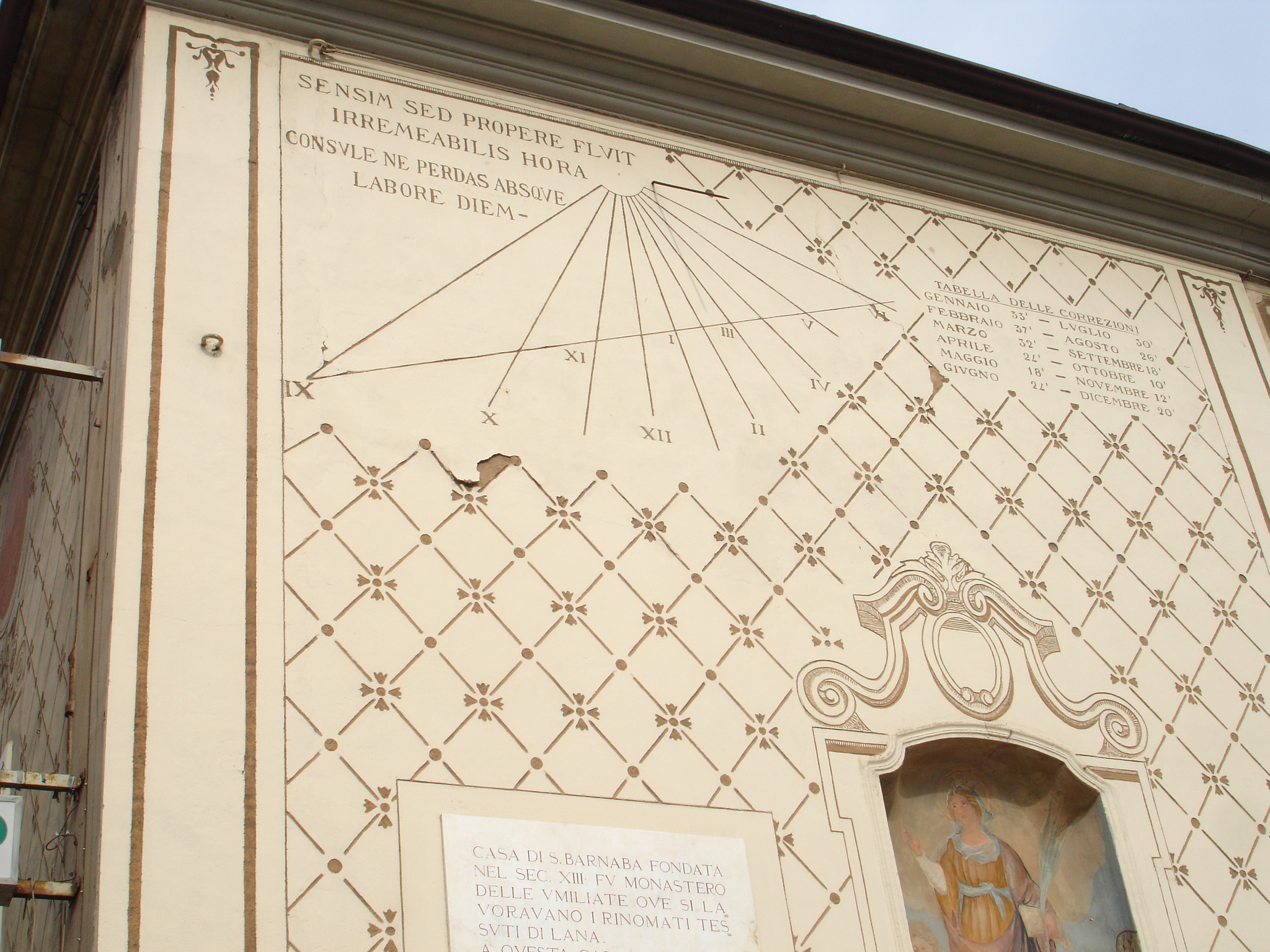
Tortona, meridiana in piazza Obizzo Malaspina
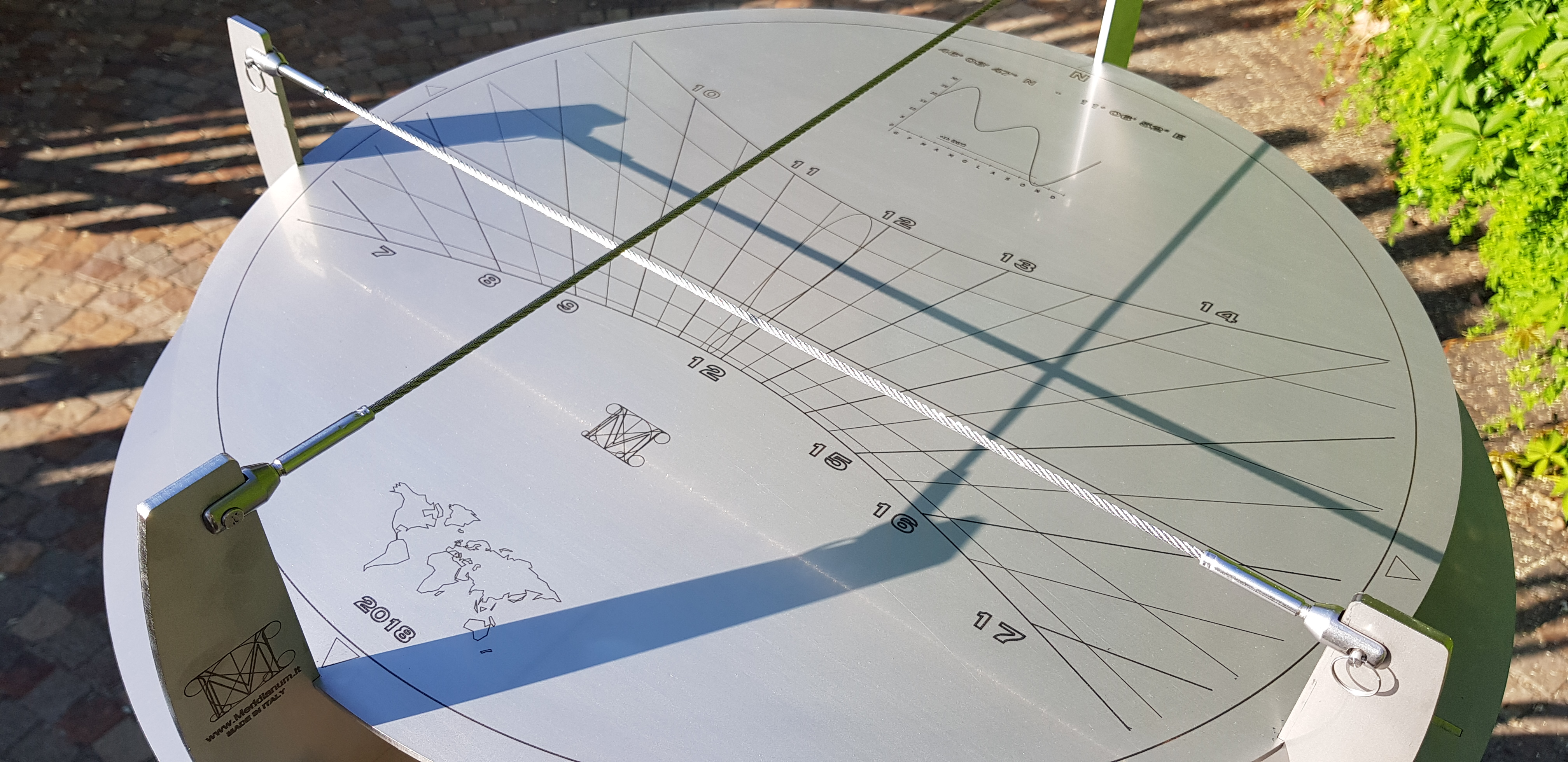
Meridiana bifilare in acciaio inox a Trento